# Landkreis Grafschaft Bentheim
Der Landkreis Grafschaft Bentheim liegt im Südwesten von Niedersachsen an der Staatsgrenze zu den Niederlanden und der Landesgrenze zu Nordrhein-Westfalen. Kreisstadt und größte Stadt des Landkreises ist Nordhorn mit 56.973 Einwohnern.

## Geografie

### Lage

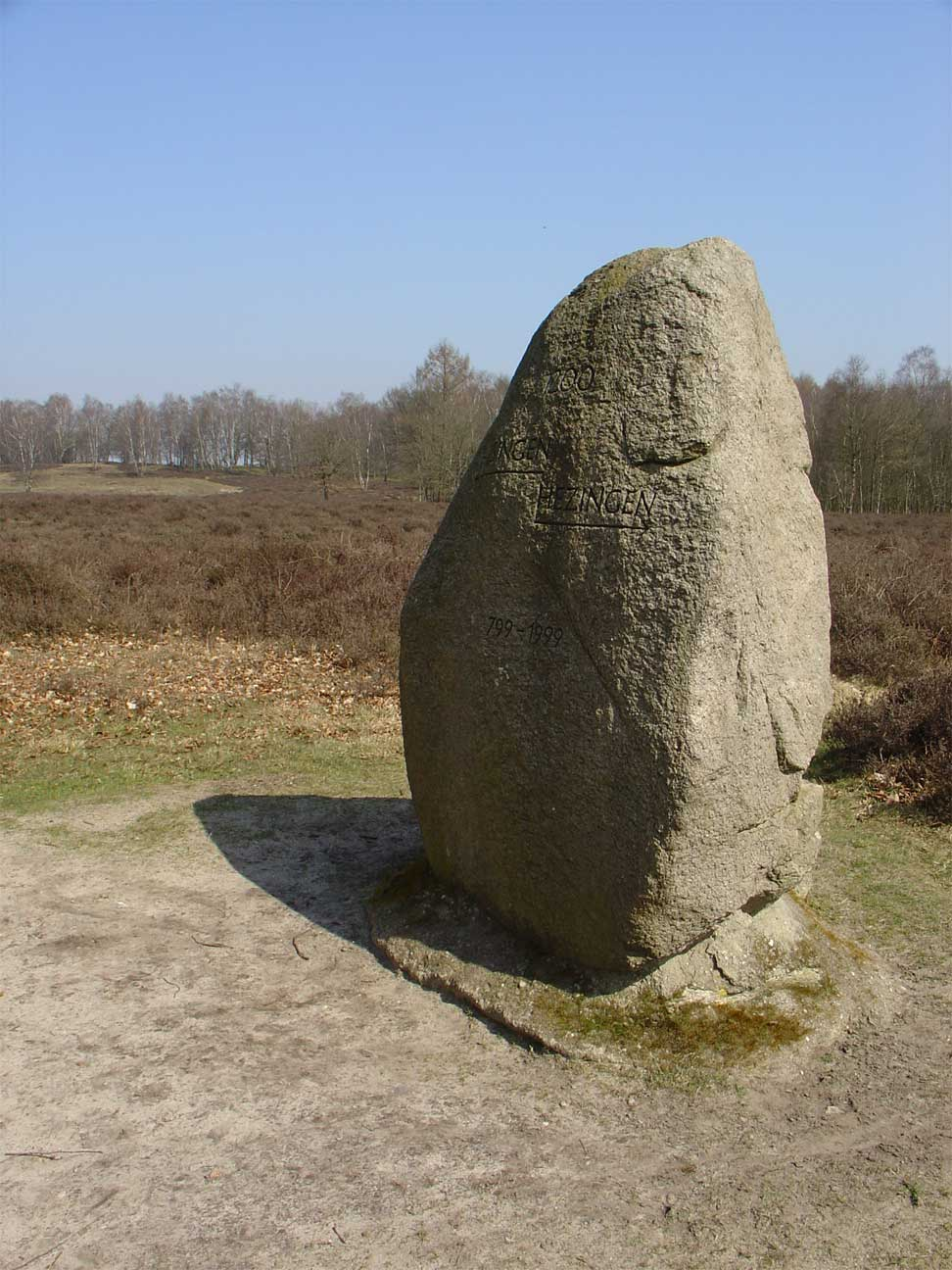
Grenzstein zwischen Hesingen (Halle) und Hezingen (Tubbergen)

Die Grafschaft Bentheim liegt direkt an der deutsch-niederländischen Grenze; die Niedergrafschaft ragt großenteils in das Nachbarland hinein. Der Wielener Ortsteil Vennebrügge ist der westlichste Ort auf dem niedersächsischen Festland.
Naturräumlich gehört die Grafschaft Bentheim zur Ems-Weser-Geest im Zentralen Norddeutschen Tiefland. Nach dem Handbuch der naturräumlichen Gliederung Deutschlands ist die Grafschaft Teil der Dümmer-Geestniederung mit der Kennzahl 58, im System des BfN ist die Grafschaft Teil der Dümmer-Geestniederung und Ems-Hunte-Geest mit der Kennung D30.

### Nachbarkreise
Der Landkreis Grafschaft Bentheim grenzt im Uhrzeigersinn im Norden und Osten an den Landkreis Emsland (in Niedersachsen) und im Süden an die Kreise Steinfurt und Borken (beide in Nordrhein-Westfalen). Im Westen liegen die niederländischen Provinzen Overijssel (südwestlich) und Drenthe (nordwestlich).

### Klima
Der Landkreis liegt in der warmgemäßigten Klimazone Mitteleuropas. Die durchschnittliche Jahrestemperatur beträgt rund 9 Grad Celsius und die mittlere jährliche Niederschlagsmenge um 800 Millimeter.

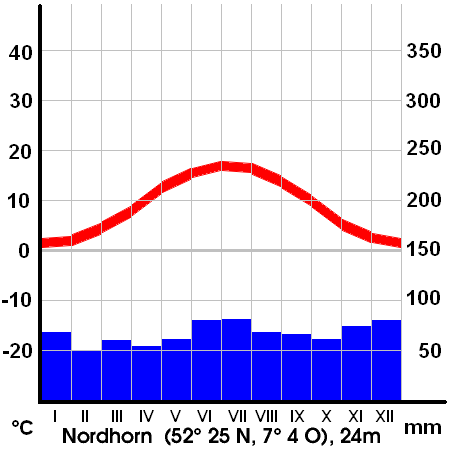
Klimadiagramm für Nordhorn
Niederschlagsdiagramm Ringe
Niederschlagsdiagramm Uelsen

### Landschaft
Die Grafschaft ist überwiegend landwirtschaftlich geprägt, im Norden (in der Niedergrafschaft) befinden sich große Moor- und Heidegebiete, im Süden (in der Obergrafschaft) erstreckt sich mit dem Bentheimer Berg ein Ausläufer des Teutoburger Waldes (92 m ü. NHN). Die nächsthöheren Erhebungen in der Grafschaft Bentheim sind der Poascheberg in Hesingen/Halle (89 m ü. NHN) und der Isterberg (68 m ü. NHN). Der Münsterländer Kiessandzug beginnt südwestlich von Schüttorf in der Anhöhe Samerott, die mit 53 m ü. NHN das sich südwestlich anschließende Tal der Vechte um 20 Meter überragt.
Den größten Anteil der Gesamtfläche des Landkreises Grafschaft Bentheim nehmen landwirtschaftliche Flächen mit 67,9 % ein. Daneben sind 15,4 % der Fläche mit Wald bewachsen; 6,8 % der Fläche ist mit Gebäuden, 5,1 % mit Verkehrswegen bedeckt.
Auf dem Gebiet des Landkreises befinden sich 17 Naturschutz- (insgesamt rund 4.000 ha) und acht Landschaftsschutzgebiete (rund 6500 ha).
Siehe auch:
- Liste der Naturschutzgebiete im Landkreis Grafschaft Bentheim
- Liste der Landschaftsschutzgebiete im Landkreis Grafschaft Bentheim
- Liste der Naturdenkmale im Landkreis Grafschaft Bentheim
- Liste der geschützten Landschaftsbestandteile im Landkreis Grafschaft Bentheim

### Gewässer

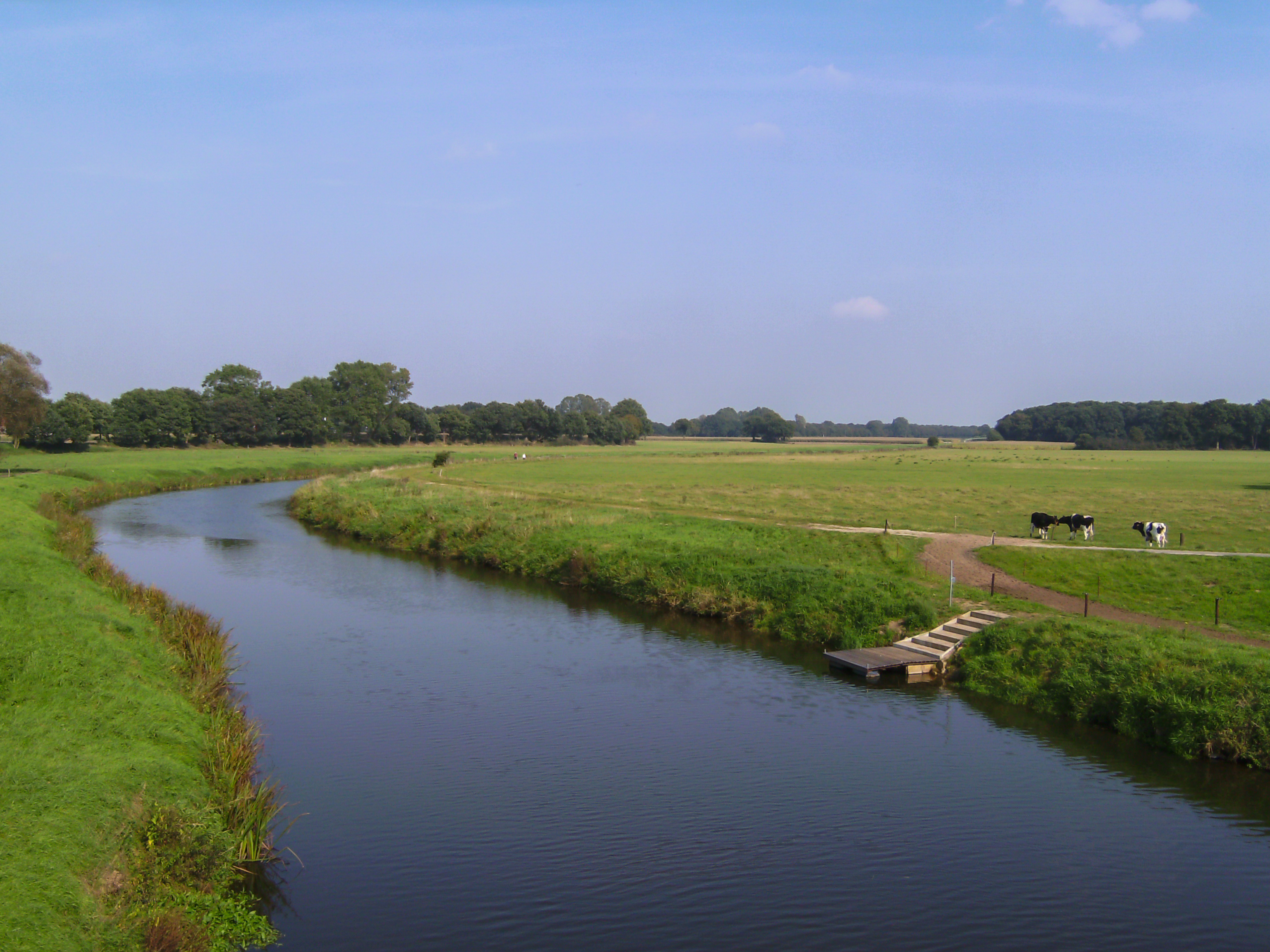
Die Vechte in Emlichheim

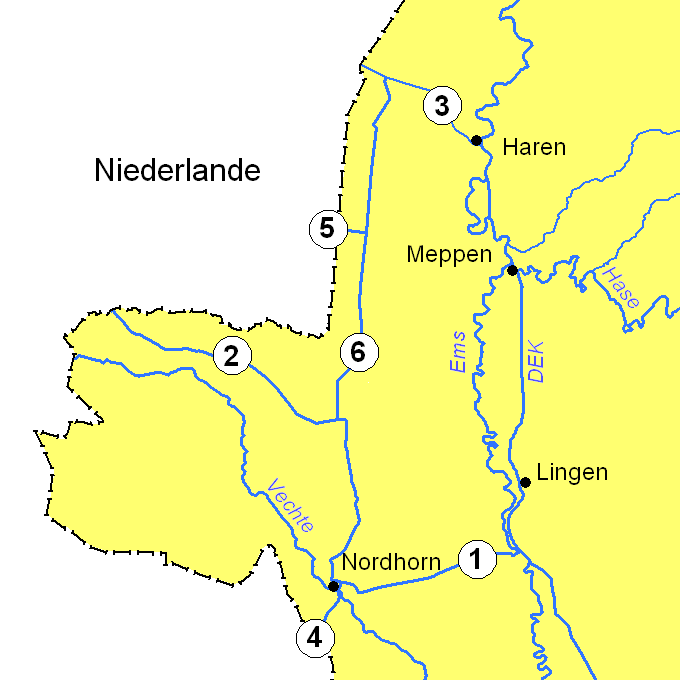
Das linksemsische Kanalnetz um 1900

Der Landkreis wird der Länge nach von Südost nach Nordwest von der Vechte durchzogen, welche jenseits der Grenze in das Zwarte Water mündet. Der Siedlungsraum wird seit jeher von der Vechte geprägt; der Fluss diente bis in die Neuzeit als wichtigster Verkehrsweg. Landschaftlich gesehen entspricht der Landkreis dem mittleren Vechtetal. Die Wasserscheide zwischen der Vechte als Zufluss des IJsselmeeres und der in den Dollart mündenden Ems markiert auch in etwa die Grenze zwischen den Regionen Emsland und Bentheim. Wichtigste Zuflüsse der Vechte sind die Dinkel und die Lee. Daneben prägen viele kleinere Bäche und Seen den vielfältigen Landschaftsraum der Grafschaft Bentheim.
Ebenso wie die natürlichen Gewässer prägen auch die im Zuge der Industrialisierung geschaffenen Kanäle das Landschaftsbild. Geschaffen wurden die Kanäle im Zuge des Baus des linksemsischen Kanalnetzes seit Ende des 19. Jahrhunderts. In der Grafschaft Bentheim liegen folgende Kanalstrecken:
- Ems-Vechte-Kanal (1) (17,6 km, Gesamtlänge: 22,95 km)
- Coevorden-Piccardie-Kanal (2) (23,5 km, Gesamtlänge: 26,5 km)
- Süd-Nord-Kanal (6) (10,4 km; Gesamtlänge: 45,6 km)
- Nordhorn-Almelo-Kanal (4) (4,2 km; Gesamtlänge: 37,6 km).

Impressionen der Grafschafter Kanäle
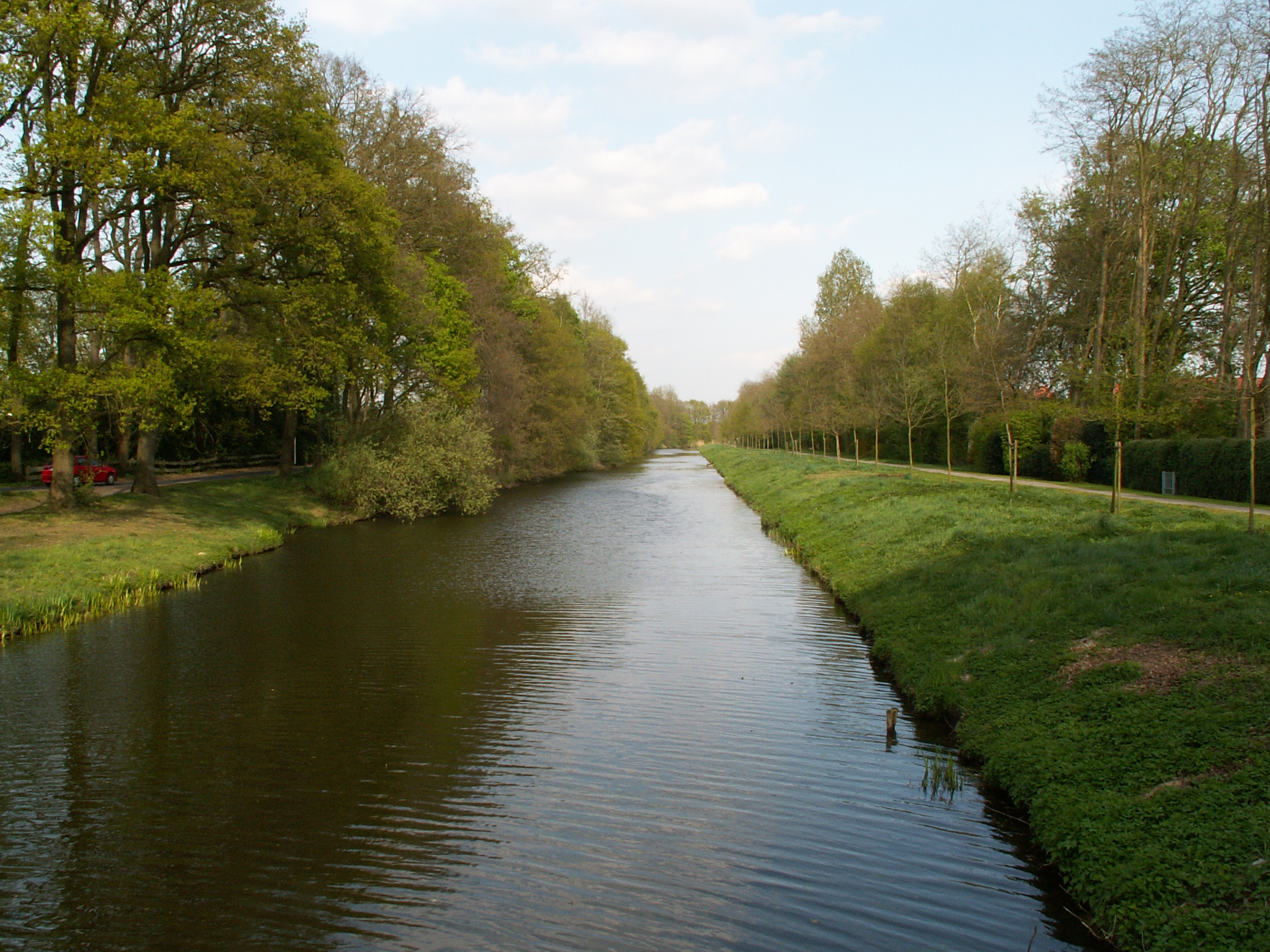
Ems-Vechte-Kanal in Nordhorn, Blickrichtung nach Osten
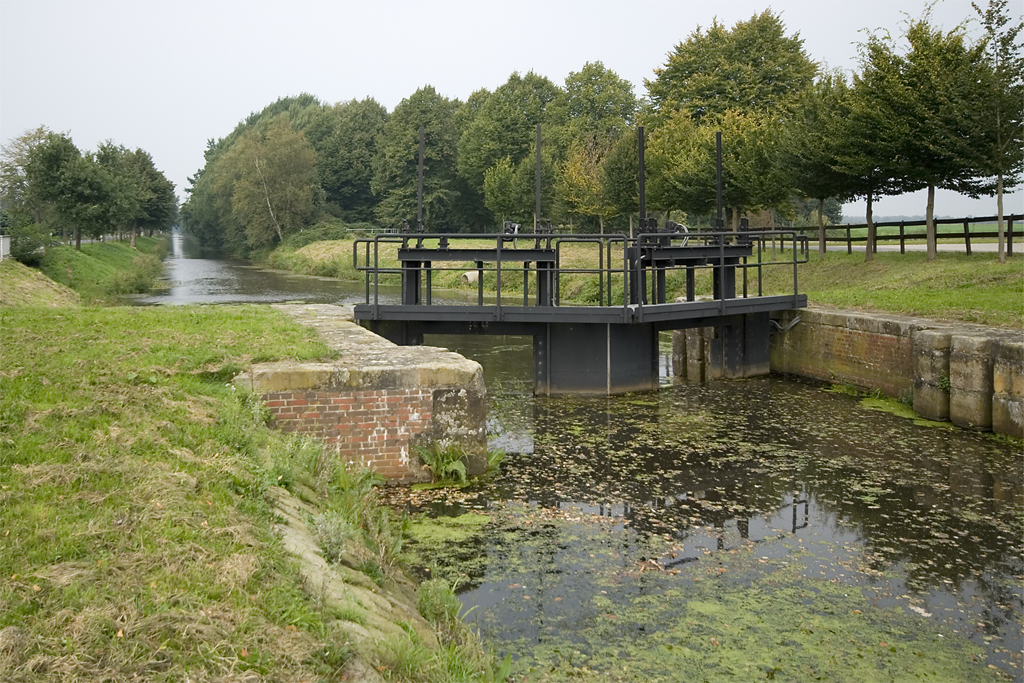
Süd-Nord-Kanal in Georgsdorf, Blickrichtung nach Norden
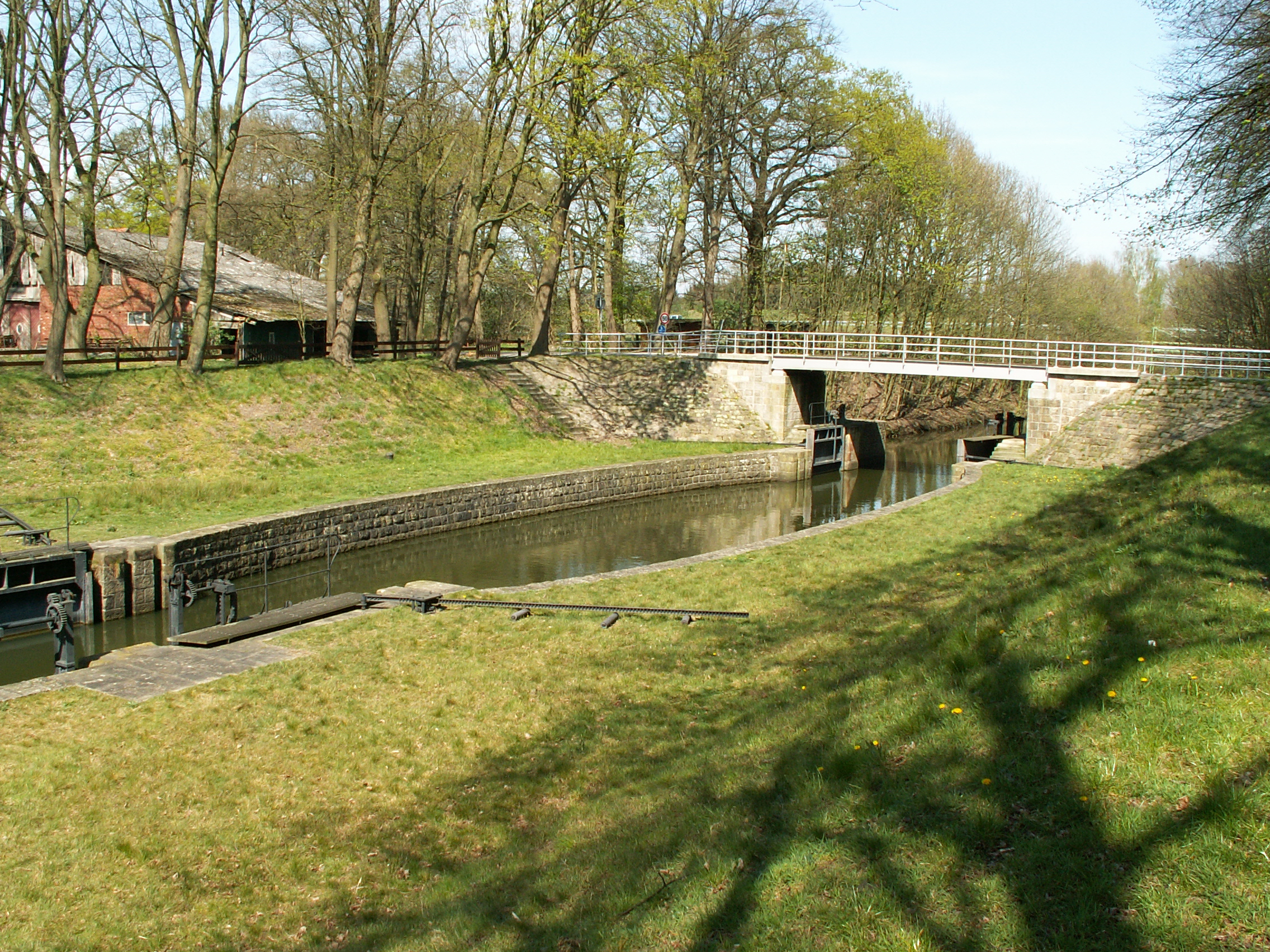
Grenzschleuse des Nordhorn-Almelo-Kanals im Frensdorfer Haar
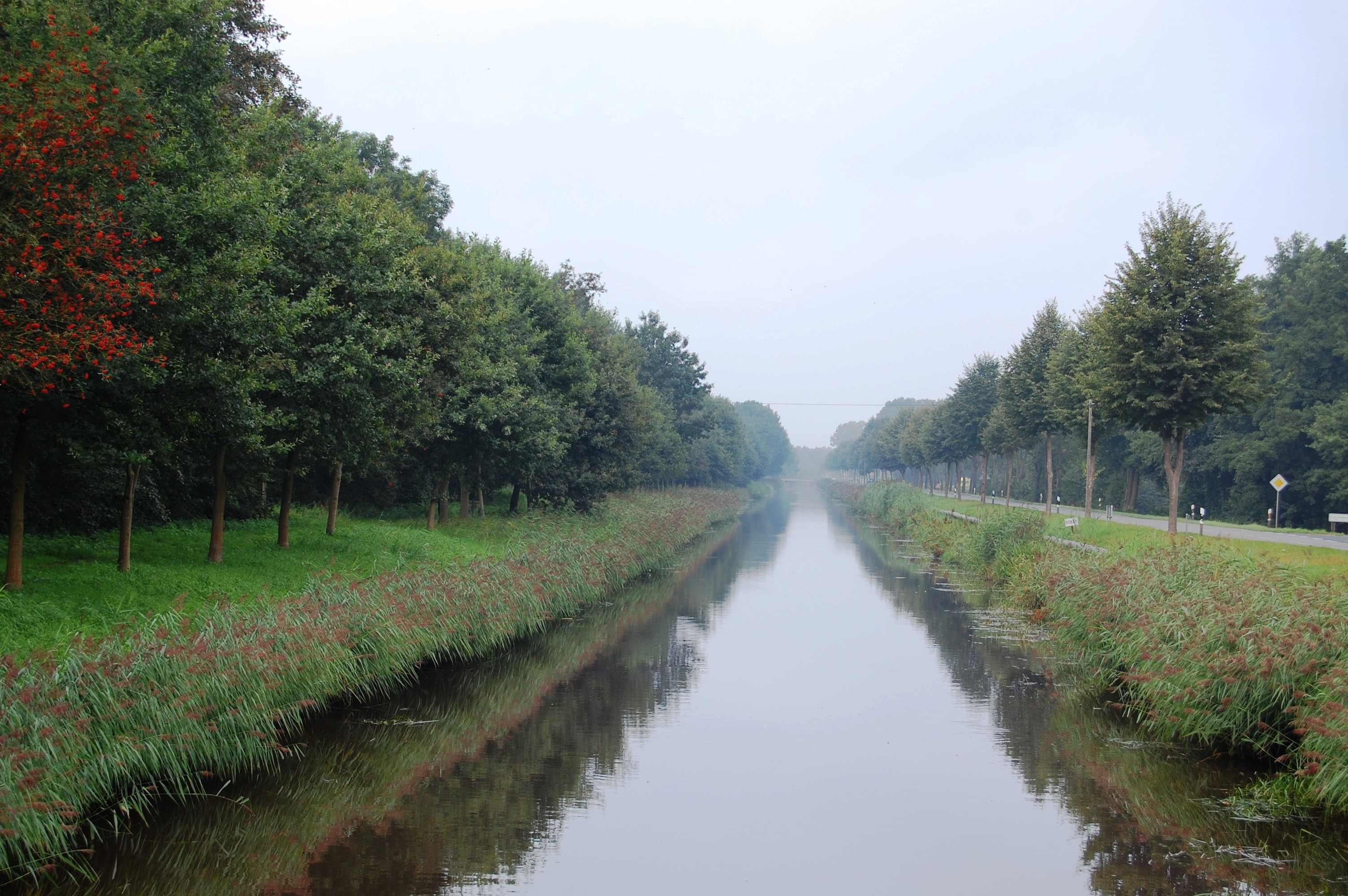
Coevorden-Piccardie-Kanal in Georgsdorf

Durch den Nordhorner Verbindungskanal werden der Ems-Vechte-Kanal, die Vechte und der Nordhorn-Almelo-Kanal miteinander verbunden. Am Nordhorn-Almelo-Kanal liegt der noch heute erhaltene Klukkert-Hafen, der bis in die 1960er Jahre noch industriell genutzt wurde, sowie die Schleuse Frensdorfer Haar. Am Ems-Vechte-Kanal befindet sich ferner die restaurierte Nordhorner Koppelschleuse.

## Geschichte

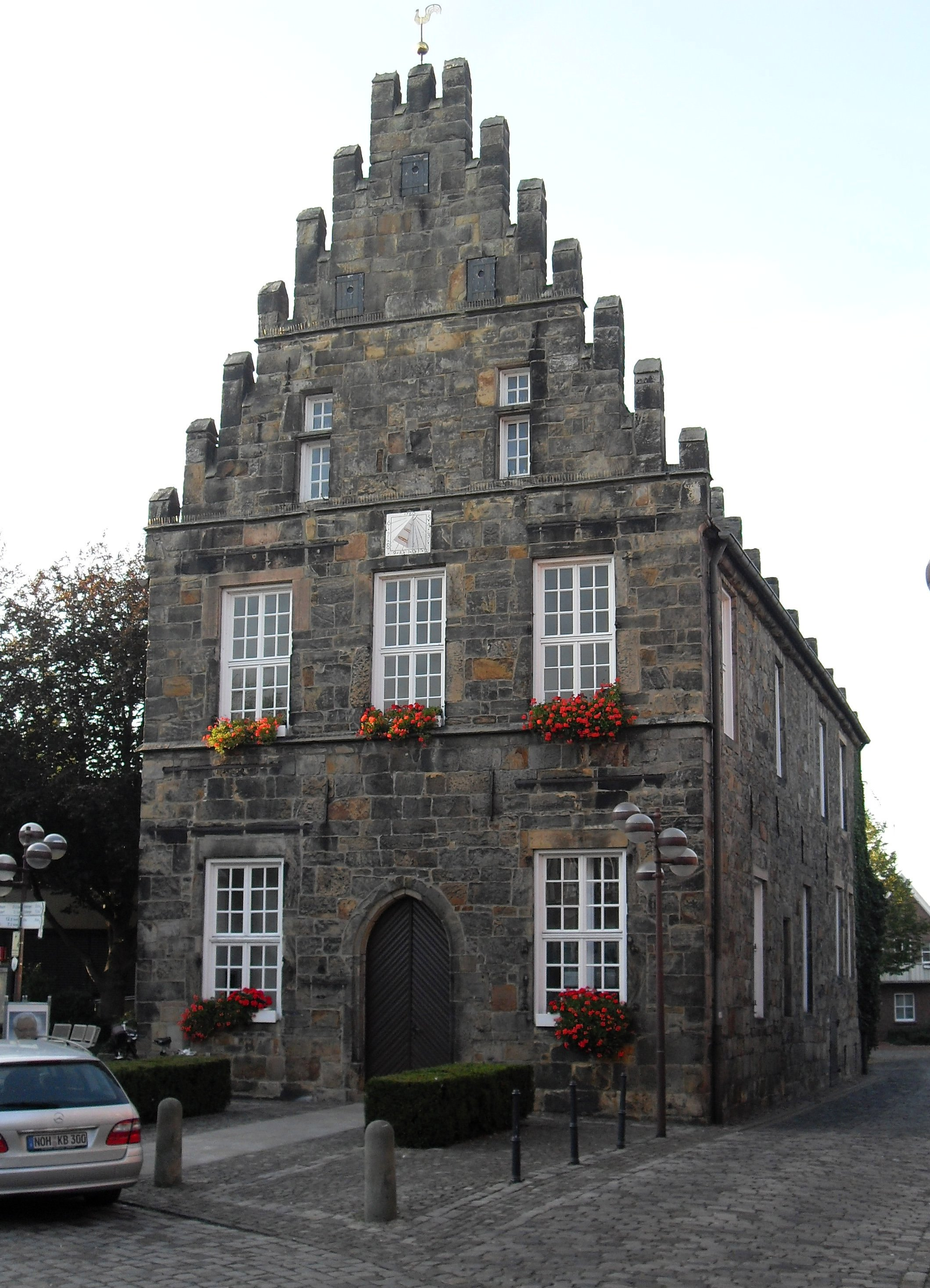
Historisches Rathaus von Schüttorf

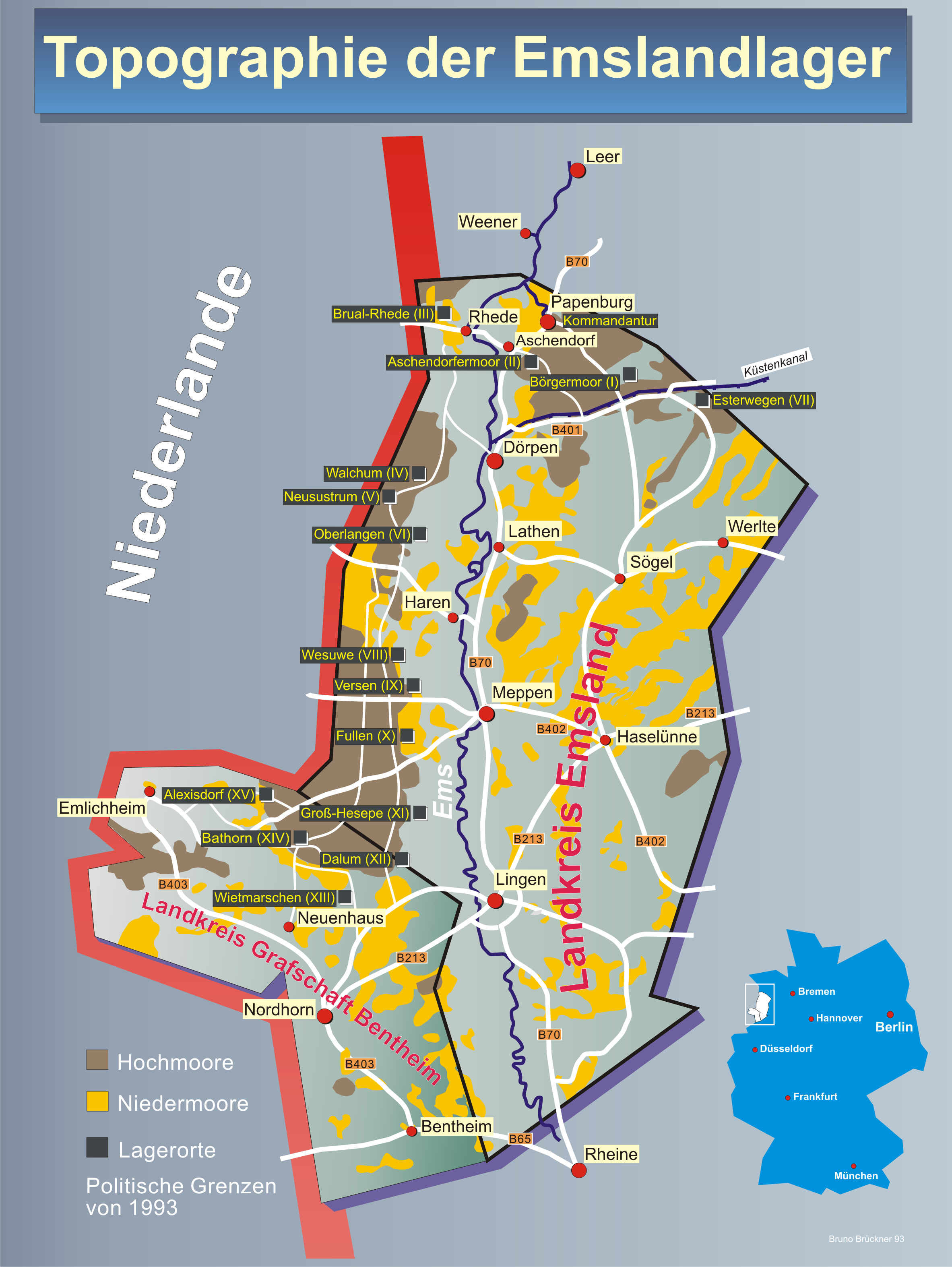
Lage der Emslandlager in Deutschland

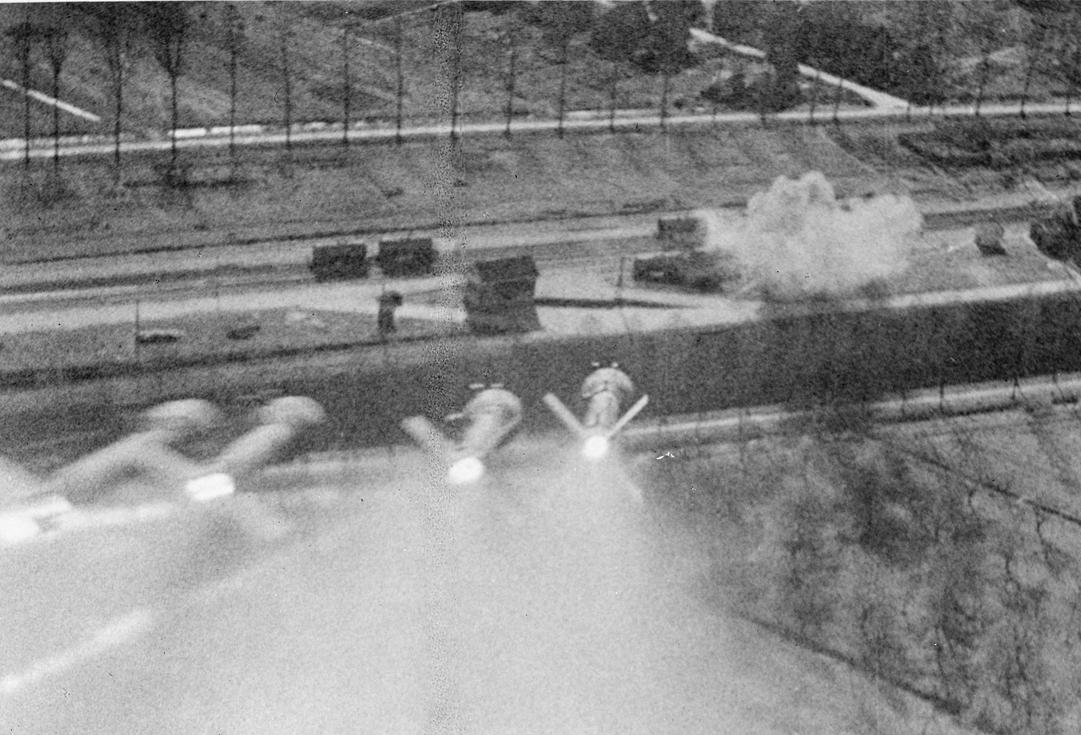
Eine britische Hawker Typhoon beim Angriff auf Gleisanlagen in Nordhorn (1945)

Der Landkreis wurde mit Inkrafttreten der Kreisordnung der preußischen Provinz Hannover am 1. April 1885 gegründet. Er entstand aus den damaligen Ämtern Bentheim und Neuenhaus.
Urgeschichtlich zeugen zahlreiche Hügelgrabanlagen auf dem Gebiet des heutigen Landkreises Grafschaft Bentheim von der früheren Besiedlung der Gebiete, so z. B. die Hügelgräberheide Halle-Hesingen oder das Gräberfeld am Spöllberg. Bei jüngeren Funden in der Obergrafschaft wurden Werkzeuge entdeckt, die rund 40.000 Jahre alt sind und von Neandertalern stammen sollen.
1050 wurden Ortsnamen des Bentheimer Landes erstmals urkundlich erwähnt.
Schüttorf ist die älteste Stadt des heutigen Landkreises. Graf Egbert verlieh der Stadt 1295 die Stadtrechte. Im 14. Jahrhundert folgten weitere Stadterhebungen: 1369 Neuenhaus und 1379 Nordhorn (heute Kreisstadt). Neben der heute noch erhaltenen Burg Bentheim waren die Burg Altena in Schüttorf und die Burg zu Lage als militärische Verteidigungsanlagen von Bedeutung.
Im 13. und 14. Jahrhundert wurde die Grafschaft Bentheim mehr und mehr zum Bindeglied des Hansehandels zwischen westfälischen Städten wie Münster und den niederländischen Städten, die auf dem Gebiet der heutigen Provinz Overijssel liegen. Wichtige Handelswege führten sowohl per Pferd und Wagen über Grafschafter Straßen (z. B. Flämische Straße) als auch per Schiff über die Vechte. Die Bauart der Boote, sogenannte Zompen, war an den in den Sommermonaten niedrigen Wasserstand angepasst. Über die Vechte wurde hauptsächlich Bentheimer Sandstein nach Zwolle transportiert.
Die Niedergrafschaft blieb durch die schwer zugänglichen Moorgebiete lange Zeit unterentwickelt. Im 17. Jahrhundert entstanden die ersten Kolonistensiedlungen. Bis in das 19. Jahrhundert hinein waren daher auch in der Grafschaft die Hollandgänger verbreitet, zahlreiche Wanderrouten führten durch Grafschafter Gemeinden wie u. a. durch Uelsen. Weitere Versuche, die Moorgebiete infrastrukturell zu erschließen, organisierten die Nationalsozialisten in Form des Reichsarbeitsdienstes, der 1938 Strafgefangenenlager im Moor errichtete. Bekannte Namen sind Bathorn (Hoogstede), Alexisdorf (Neugnadenfeld) und Wietmarschen (Füchtenfeld), die zur Gruppe der Emslandlager gehörten.
Seit dem 19. Jahrhundert trat Nordhorn als eine der größten Städte der Textilindustrie in Deutschland in Erscheinung. 1839 gilt als Gründungsjahr der Nordhorner Textilindustrie. An der Handelsstraße entstand die erste mechanische Schnellweberei durch Willem Stroink aus Enschede. Hier wurde Baumwolle verarbeitet, Kattun und Watertwist gewebt. Weitere Betriebe gründeten 1864 Jan van Delden und 1851 Josef Povel und Hermann Kistemaker. Die Textilherstellung wurde zum Schrittmacher für die darniederliegende Wirtschaft, der Fortschritt hielt mit zunehmender Industrialisierung Einzug. Zu den größten Unternehmen zählten Rawe, Povel und NINO; in der Wirtschaftswunder-Zeit arbeiteten rund 14000 Menschen in den Textilfabriken. Auch in anderen Orten der Grafschaft, insbesondere in Schüttorf, erfuhr die Textilindustrie ein starkes Wachstum. Mit Beginn der Ölkrise 1973 und der hieran anschließenden gesamtwirtschaftlichen Auswirkungen begann der schleichende Niedergang der Grafschafter Textilindustrie: In dem auch durch die Globalisierung ausgelösten Strukturwandel konnte die heimische Textilindustrie nur schwer bestehen. Eine Vielzahl der damaligen Unternehmen existiert nicht mehr, die verbliebenen haben die Produktion oftmals ins Ausland verlagert. Dennoch beschäftigen die Textilunternehmen in der Grafschaft Bentheim heute (2012) noch rund 1000 Menschen, vor allem in den Bereichen Produktentwicklung, Textilien- und Stoffhandel, Textillogistik und Servicedienstleistungen, in Nischenbereichen wie Schutzkleidung wird sogar noch vor Ort produziert.
Die weit überwiegend protestantische Grafschaft Bentheim war im Kaiserreich ein Bollwerk nationalistischer regierungstreuer Parteien. Da die Grafschaft Bentheim jedoch mit den katholischen Emslandkreisen einen Wahlkreis bildete, gehörte dieser zu den uneinnehmbaren Hochburgen des Zentrums. Erster Reichstagsabgeordneter war der Zentrumsleiter und prominentester parlamentarischer Bismarck-Gegner Ludwig Windthorst, so dass die Wahlen in diesem Wahlkreis reichsweite Beachtung erfuhren. Während der Weimarer Republik wanderte die Bevölkerung bei Wahlen immer weiter nach rechts. Die Nationalsozialisten waren hier bereits seit 1923 aktiv. Das Bentheimer Land entwickelte sich anschließend zu einer regionalen Hochburg der NSDAP.
Nach Ende des Zweiten Weltkriegs forderten die Niederlande im Rahmen der Niederländischen Annexionspläne die Grafschaft Bentheim als Kriegsreparation ein. Der damalige Landrat Rudolf Beckmann wies die Gebietsansprüche zurück und rief als politische Interessenvertretung den so genannten Bentheimer Grenzlandausschuß ins Leben. Wurde nach dem Bakker-Schut-Plan zunächst noch die gesamte Grafschaft eingefordert, reduzierten sich die niederländischen Ansprüche später auf das Gebiet der Niedergrafschaft mit dem Emlichheimer Ölfeld, insgesamt rund 28.000 ha. Auf der Londoner Sechsmächtekonferenz wurde 1948 schließlich vereinbart, dass grundsätzlich Korrekturen an den westlichen Grenzen Deutschlands vorgenommen werden sollen („gewisse geringfügige vorläufige Berichtigungen der Westgrenzen Deutschlands“). Am 26. März 1949 wurden vom „Ausschuß für die Westgrenzen Deutschlands“ auf Grundlage des „Pariser Protokolls vom 22. März 1949“ tatsächlich Grenzneuziehungen beschlossen, die aber weit unter den ursprünglichen Forderungen lagen. Die Grafschaft Bentheim verlor so nur rund 160 ha Land an die Niederlande. Umgesetzt wurde der Beschluss mit Wirkung zum 23. April 1949 durch die Verordnung Nr. 184 der Britischen Militärregierung. 1963 wurde die nach dem deutsch-niederländischen Ausgleichsvertrag (Algemeen Verdrag) von 1960 vereinbarte Rückgabe der annektierten Gebiete durchgeführt.
Bei der niedersächsischen Gemeindegebietsreform 1970 (Neuenhaus) und 1974 wurde die Zahl der Gemeinden von 64 auf 26 reduziert. 23 der Gemeinden schlossen sich zu vier Samtgemeinden zusammen, die Städte Bad Bentheim und Nordhorn sowie die Gemeinde Wietmarschen bildeten Einheitsgemeinden. Am 1. November 2011 gab es die letzte Änderung im Zuschnitt der Gemeinden: Suddendorf wurde in die Stadt Schüttorf eingemeindet, entsprechend gehören dem Landkreis noch 25 Gemeinden an. Der Zuschnitt der Gemarkungen wurde bei der Gemeindegebietsreform 1974 nicht verändert, sodass sich der Landkreis heute in 46 Gemarkungen gliedert.
Von der niedersächsischen Kreisgebietsreform in den 1970er Jahren war die Grafschaft Bentheim nur in geringem Maße betroffen. Zunächst plante man einen Landkreis Nordhorn aus den Landkreisen Grafschaft Bentheim und Lingen zu bilden. Diese Pläne wurden jedoch zugunsten eines Großkreises Emsland – gebildet aus den Landkreisen Aschendorf-Hümmling, Lingen und Meppen – aufgegeben.
Dennoch gab es Veränderungen im Zuschnitt des Grafschafter Kreisgebietes. 1974 wurden die Gemeinden Adorf und Neuringe der Gemeinde Twist (Landkreis Meppen, heute Landkreis Emsland) zugeordnet. Die Gemeinde Wietmarschen wurde mit den zum Landkreis Lingen gehörigen Gemeinden Schwartenpohl, Wachendorf und den Ortschaften Lohne, Nordlohne, Herzford und Rheitlage der Gemeinde Schepsdorf-Lohne zusammengeschlossen und dem Landkreis Lingen zugeschlagen. Bei der Kreisgebietsreform 1977 wurde die neugebildete Gemeinde Wietmarschen jedoch wieder dem Landkreis Grafschaft Bentheim zugeordnet. 1978 fand die bisher letzte Kreisgebietsänderung statt, als die Orte Herzford, Rheitlage und Wachendorf aus der Gemeinde Wietmarschen ausgegliedert und in die Stadt Lingen (Ems) eingemeindet wurden.
Durch die im Rahmen der Kreisreform 1977 erfolgte Auflösung der drei Landkreise Grafschaft Diepholz, Grafschaft Hoya und Grafschaft Schaumburg ist die Grafschaft Bentheim der einzige Landkreis in Deutschland mit dem Namensbestandteil Grafschaft.
2010 wurde mit verschiedenen Veranstaltungen und Aktionen das 125-jährige Bestehen des Landkreises Grafschaft Bentheim gefeiert.

### Bevölkerung

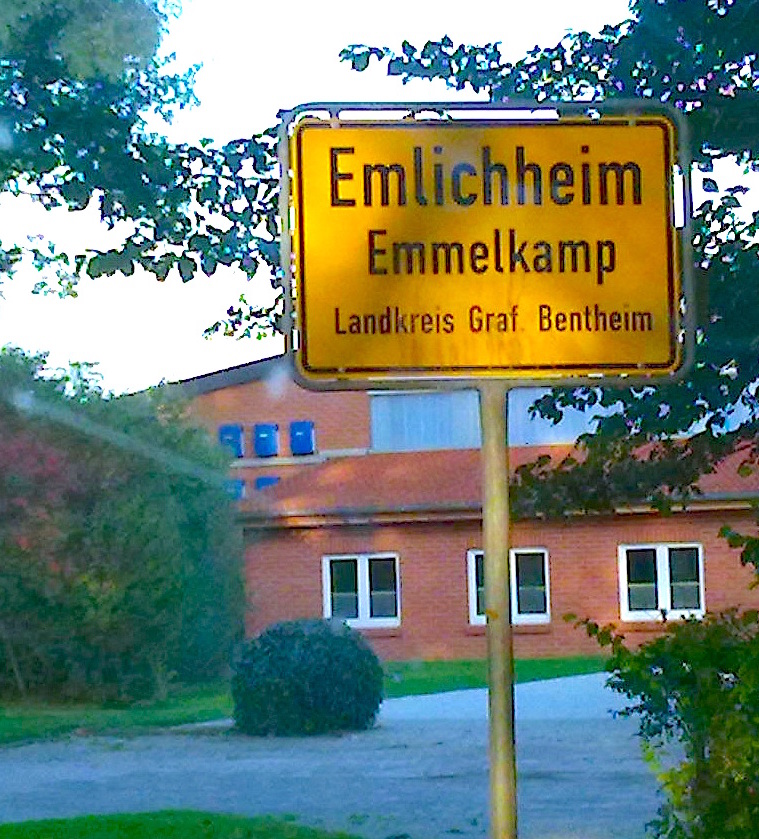
Deutsch-plattdeutsches Ortsschild in Emlichheim

Im Landkreis Grafschaft Bentheim wird von der einheimischen Bevölkerung noch vielerorts Plattdeutsch (Groafschupper Platt) gesprochen, das aufgrund der Grenznähe zu den Niederlanden auch vom Niederländischen beeinflusst ist. Mit einer Bevölkerungsdichte von 144 Einwohnern pro Quadratkilometer (2022) gehört der Landkreis zu den vergleichsweise dünn besiedelten Regionen in Deutschland. Von den rund 20.900 Migranten stammt der überwiegende Teil aus den Niederlanden (rund 48 %).
Während des 19. Jahrhunderts wanderten zahlreiche Grafschafter in die Vereinigten Staaten aus und ließen sich z. B. in der Region um Holland (Michigan) nieder.

Grafschafter Trachten
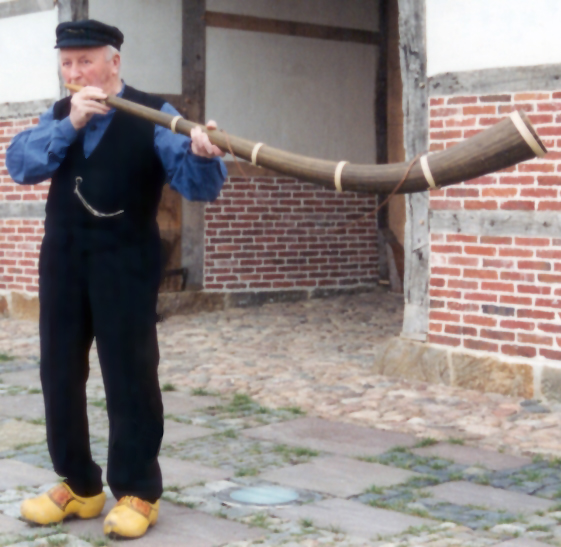
Middewinterhornbläser in Grafschafter Tracht
Trachten aus der Grafschaft Bentheim

### Einwohnerstatistik

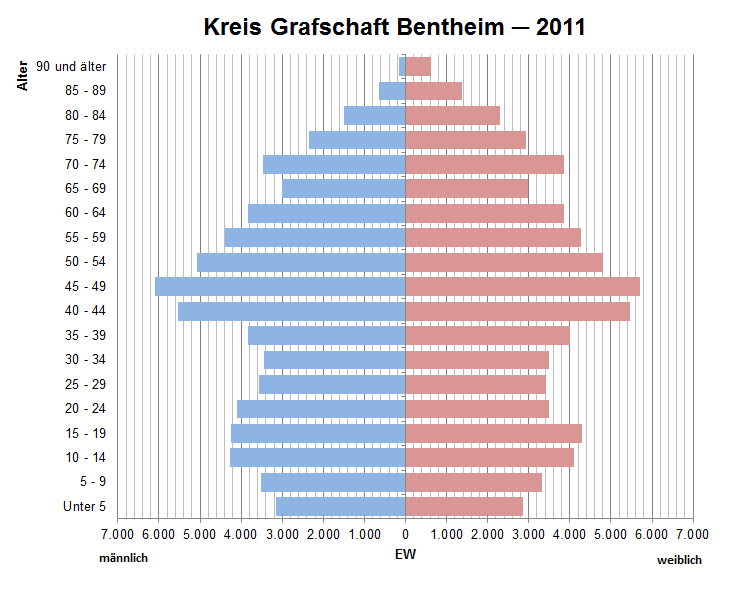
Bevölkerungspyramide für den Landkreis Grafschaft Bentheim (Datenquelle: Zensus 2011)

| Jahr | Einwohner |
| ---- | --------- |
| 1890 | 32.606    |
| 1900 | 36.280    |
| 1925 | 49.912    |
| 1939 | 66.911    |
| 1950 | 94.235    |
| 1961 | 102.237   |
| 1970 | 113.559   |
| 1980 | 116.300   |
| 1987 | 117.364   |
| 1995 | 125.721   |
| 2005 | 134.442   |
| 2011 | 133.395   |

| Jahr | Einwohner |
| ---- | --------- |
| 2013 | 133.678   |
| 2014 | 134.329   |
| 2015 | 135.662   |
| 2016 | 135.770   |
| 2017 | 135.859   |
| 2018 | 136.511   |
| 2019 | 137.153   |
| 2020 | 137.891   |
| 2021 | 138.722   |
| 2022 | 142.150   |
| 2023 | 144.212   |

### Konfessionsstatistik
Ende 2008 waren von den Einwohnern 35,0 % evangelisch-reformiert, 25,5 % römisch-katholisch, 14,9 % evangelisch-lutherisch und 24,6 %  hatte entweder eine andere oder gar keine Religionszugehörigkeit, davon 4,1 % evangelisch-altreformiert. Die Zahl der Protestanten ist seitdem gesunken. Fast 10 Jahre später (Stand 2017) hatte die Grafschaft 135.662 Einwohner, davon 44.801 (33,0 %) evangelisch-reformiert, 34.690 (25,6 %) katholisch, 10,2 % evangelisch-lutherisch und der Rest 42.367 (31,2 %) hatte entweder eine andere oder gar keine Religionszugehörigkeit. Gemäß dem Zensus 2022 waren (Mai 2022) 41,5 % der Einwohner evangelisch, 23,0 % katholisch und 35,4 % konfessionslos, gehörten einer anderen Glaubensgemeinschaft an oder machten keine Angabe.

## Politik

### Kreistag
Dem Kreistag gehören 50 gewählte Abgeordnete und der Landrat an. Dies ist die festgelegte Anzahl für einen Landkreis mit einer Einwohnerzahl zwischen 125.001 und 150.000 Einwohnern. Die Abgeordneten werden durch eine Kreiswahl für jeweils fünf Jahre gewählt.
Seit der Kommunalwahl am 12. September 2021 gehören dem Kreistag sieben Parteien bzw. Wählergemeinschaften an. Dabei kam es zu folgenden Ergebnissen:
- Linke: 1
- SPD: 15
- Grüne: 6
- IPG: 2
- FDP: 3
- CDU: 21
- AfD: 2

Die nachfolgend Tabelle zeigt die Ergebnisse der letzten vier Kreiswahlen.
| Parteien und Wählergemeinschaften           | % 2021*) | Sitze 2021*) | % 2016  | Sitze 2016 | % 2011  | Sitze 2011 | % 2006  | Sitze 2006 |
| Christlich Demokratische Union Deutschlands | 42,74    | 21           | 47,15   | 24         | 47,18   | 24         | 48,94   | 25         |
| Sozialdemokratische Partei Deutschlands     | 30,05    | 15           | 30,75   | 15         | 33,73   | 17         | 32,13   | 16         |
| Bündnis 90/Die Grünen                       | 12,60    | 6            | 7,48    | 4          | 8,73    | 4          | 4,26    | 2          |
| Freie Demokratische Partei                  | 6,64     | 3            | 4,40    | 2          | 3,61    | 2          | 5,73    | 3          |
| Initiative Pro Grafschaft (IPG)             | 3,44     | 2            | 4,56    | 2          | 2,78    | 1          | 2,87    | 1          |
| Alternative für Deutschland                 | 2,91     | 2            | 1,05    | 1          |         |            |         |            |
| Die Linke                                   | 1,58     | 1            | 2,91    | 1          | 1,13    | 1          |         |            |
| gbf / UWG**)                                |          |              | 1,70    | 1          | 1,03    | 0          | 2,49    | 1          |
| Deutsche Kommunistische Partei              |          |              |         |            | 1,51    | 1          | 1,53    | 1          |
| UWG/BfB                                     |          |              |         |            |         |            | 1,85    | 1          |
| Schüttorfer Liste                           |          |              |         |            |         |            | 0,31    | 0          |
| Gesamt                                      | 100      | 50           | 100     | 50         | 100     | 50         | 100     | 51         |
| Wahlbeteiligung                             | 54,73 %  | 54,73 %      | 53,93 % | 53,93 %    | 56,38 % | 56,38 %    | 54,05 % | 54,05 %    |

**) Grafschafter Bürgerforum / Unabhängige Wählergemeinschaft Uelsen

### Weitere politische Gruppierungen
Neben den bundesweiten Parteien gibt es zurzeit eine lokale politische Gruppierung, die im Grafschafter Kreistag vertreten ist: Die Initiative Pro Grafschaft (IPG) konnte 2021 zwei Mandate erringen.

### Wappen
Blasonierung: „Das Wappen des Landkreises zeigt auf rotem Grund 17 und zwei halbe kreisrunde goldene Schildbeschläge, die in waagerechten Reihen auf Lücke untereinander symmetrisch in folgender Weise angeordnet sind: 1. Reihe: vier, 2. Reihe: drei ganze und seitlich zwei halbe, 3. Reihe: vier und die folgenden Reihen: drei und zwei Beschläge, die letzte endet mit einem Beschlag. Die beiden halben Beschläge in der 2. Reihe sind mit den geraden Halbierungsflächen dem Schildrand zugekehrt, ohne aber den Rand zu berühren.“

### Flagge
Beschreibung: „Die Flagge des Landkreises zeigt in zwei gleichbreiten Querstreifen von oben nach unten die Farben rot und gold, auf beiden, etwas nach der Stange hin verschoben, in den roten und goldenen Streifen je bis zur Hälfte übergreifend, das Kreiswappen.“

### Dienstsiegel
Beschreibung: „Das Dienstsiegel enthält das Wappen und die Umschrift Landkreis Grafschaft Bentheim.“

### Landräte
Zusammen mit den Europawahlen am 13. Juni 2004 fanden die Wahlen zum ersten hauptamtlichen Landrat (Wahlbeamter) in der Grafschaft Bentheim statt. Bis dahin existierten zwei voneinander getrennte Ämter: Zum einen gab es den Oberkreisdirektor als Hauptverwaltungsbeamten, zum anderen den Landrat mit repräsentativen Aufgaben. Diese Zweigleisigkeit stammte aus der Zeit der britischen Besatzung und wurde in den 1990er Jahren abgelöst.
Die Amtszeit des Landrats dauert acht Jahre. Gewinnen konnte mit 51,35 % der Stimmen Friedrich Kethorn (CDU), vormals Mitglied des Niedersächsischen Landtags.
Bei den Kommunalwahlen 2011 konnte Friedrich Kethorn sein Amt verteidigen. Er siegte mit 52,06 % der Stimmen vor seiner Gegenkandidatin Daniela De Ridder vom Wählerbündnis Grafschaft Bentheim, das von SPD, Grünen und Grafschafter Bürgerforum gebildet wurde (47,94 %).
Am 16. Juni 2019 wurde der neue Landrat durch eine Stichwahl bestimmt. Dabei gewann der von der CDU aufgestellte, parteilose Kandidat Uwe Fietzek, bislang Erster Kreisrat, vor dem Kandidaten der SPD, dem Bürgermeister von Bad Bentheim, Volker Pannen, mit einem Stimmenanteil von 51,92 %.
Liste der Landräte:
| Name                                          | Von  | Bis   |
| --------------------------------------------- | ---- | ----- |
| Graf Franz Deym von Stritez                   | 1885 | 1886  |
| Friedrich Georg Freiherr von Wedekind         | 1886 | 1886  |
| Hermann Kriege                                | 1886 | 1920  |
| Richard Böninger                              | 1920 | 1931  |
| Gerhard Scheffler                             | 1931 | 1933  |
| Walter Kallabis (kommissarisch)               | 1933 | 1933  |
| Otto Karl Niemeyer                            | 1933 | 1935  |
| Hans Hermann Rosenhagen (NSDAP)               | 1935 | 1938  |
| Hans Blendermann (kommissarisch)              | 1938 | 1938  |
| Franz Mückley (1942 zur Wehrmacht eingezogen) | 1938 | 1945  |
| Paul Wege (in Vertretung)                     | 1942 | 1944  |
| Fritz Zander (in Vertretung)                  | 1944 | 1945  |
| Ernst Wallhöfer (in Vertretung)               | 1945 | 1945  |
| Rudolf Beckmann (CDU)                         | 1945 | 1949  |
| Franz Scheurmann                              | 1949 | 1951  |
| Richard Zahn (CDU)                            | 1951 | 1968  |
| Wilhelm Buddenberg (CDU)                      | 1968 | 1971  |
| Wilhelm Horstmeyer (CDU)                      | 1971 | 1976  |
| Hermann Maatmann (CDU)                        | 1976 | 1986  |
| Dietrich Somberg                              | 1986 | 1991  |
| Nonno de Vries (SPD)                          | 1991 | 1996  |
| Paul Ricken (CDU)                             | 1996 | 2004  |
| Friedrich Kethorn (CDU)                       | 2005 | 2019  |
| Uwe Fietzek (parteilos)                       | 2019 | Heute |

Oberkreisdirektoren:
| Name                   | Von  | Bis  |
| ---------------------- | ---- | ---- |
| Ernst Mawick           | 1946 | 1967 |
| Günter Terwey (CDU)    | 1967 | 1992 |
| Josef Brüggemann (SPD) | 1992 | 2004 |

### Landtags- und Bundestagsabgeordnete
Für den Landtagswahlkreis Grafschaft Bentheim ist der ehemalige Finanzminister Reinhold Hilbers (CDU) aus Lohne direktgewählter Landtagsabgeordneter. Hilbers ist Betriebswirt und war Verwaltungsleiter der Lebenshilfe Nordhorn. Am 18. Juni 2019 rückte Thomas Brüninghoff (FDP) aus Nordhorn in den Landtag nach. Er ist ausgebildeter Kfz-Mechaniker und diente vier Jahre lang als Soldat auf Zeit bei der Bundeswehr. Am 9. November 2021 rückte Gerd Will (SPD) in den Landtag nach. Will vertritt die SPD-Fraktion im Ausschuss für Ernährung, Landwirtschaft und Verbraucherschutz und ist ihr jagdpolitischer Sprecher.
Für den Wahlkreis Lingen, zu dem die Samtgemeinde Schüttorf gehört, ist Christian Fühner (CDU) gewählt worden.
Direkt gewählter Bundestagsabgeordneter für den Bundestagswahlkreis Mittelems, der neben dem Landkreis Grafschaft Bentheim auch Teile des Landkreises Emsland abdeckt, wurde bei der Bundestagswahl 2025 erneut Albert Stegemann (CDU) aus Ringe. Danny Meiners aus Geeste wurde über die Landesliste für die AfD in den Bundestag gewählt.

### Verwaltung und Behörden

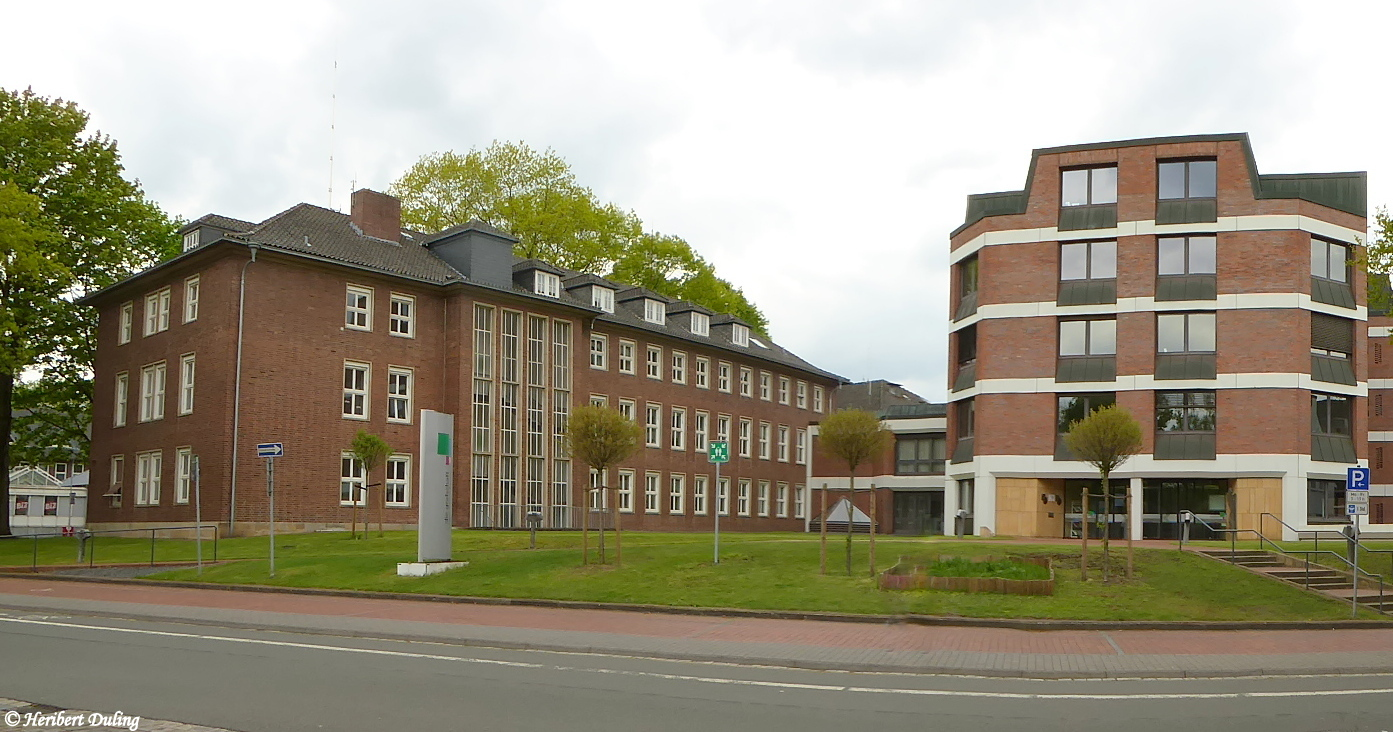
Kreisverwaltung Landkreis Grafschaft Bentheim

Die Kreisverwaltung des Landkreises Grafschaft Bentheim mit Sitz in Nordhorn beschäftigt rund 750 Mitarbeiter. Neben der Hauptverwaltung werden verschiedene Außenstellen betrieben sowie auch Eigenbetriebe wie der Abfallwirtschaftsbetrieb Grafschaft Bentheim (AWB) und die Volkshochschule Grafschaft Bentheim. Zu den wichtigsten Beteiligungen des Landkreises gehören neben der Euregio-Klinik Grafschaft Bentheim insbesondere Anteile am Flughafen Münster/Osnabrück, der Bentheimer Eisenbahn AG und der RWE AG.
Der Landkreis ist ferner Mitglied in der Euregio, der kunstwegen EWIV, der Wachstumsregion Ems-Achse e. V. und zahlreicher anderer Vereinigungen.
Der Landkreis ist seit 2005 eine von 13 niedersächsischen Optionskommunen.
In Zivil- und Strafrechtsverfahren sind für die Grafschaft Bentheim das Amtsgericht Nordhorn und das Landgericht Osnabrück zuständig. Zuständiges Arbeitsgericht ist das Arbeitsgericht Lingen, zuständiges Verwaltungsgericht das Verwaltungsgericht Osnabrück und zuständiges Sozialgericht das Sozialgericht Osnabrück.

## Wirtschaft und Infrastruktur

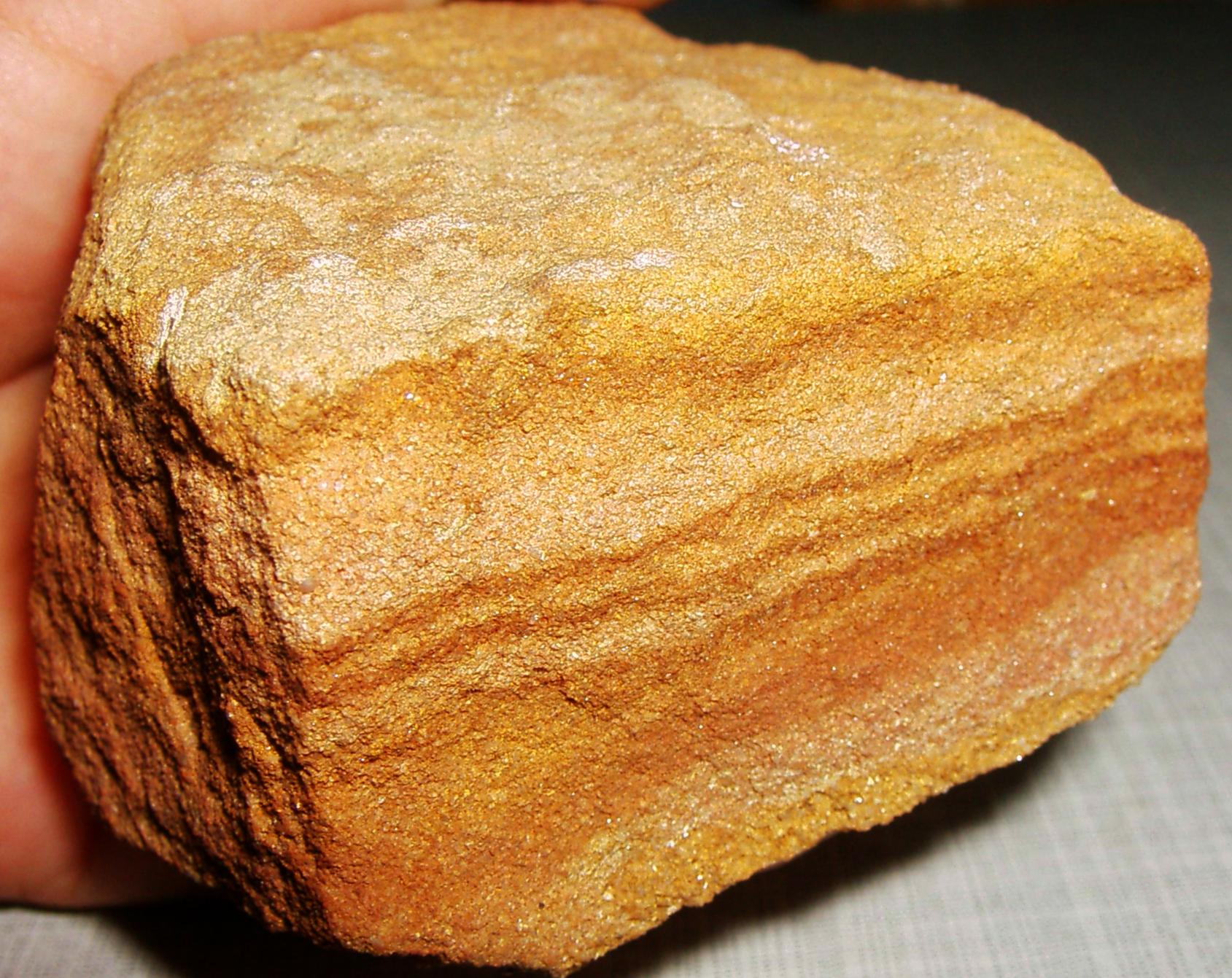
Handstück des Bentheimer Sandsteins

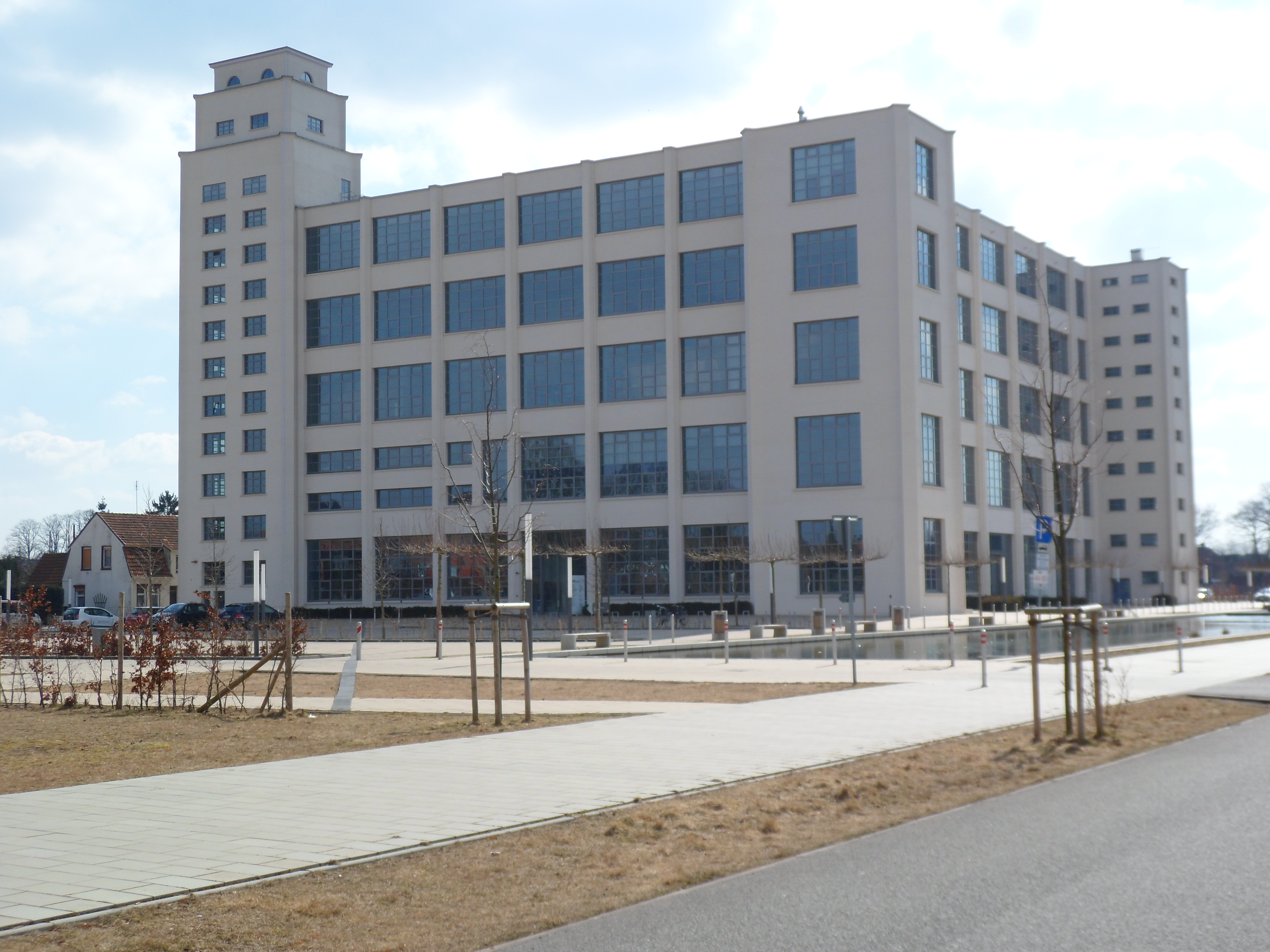
Der Spinnereihochbau nach Sanierung und Neubezug (2013)

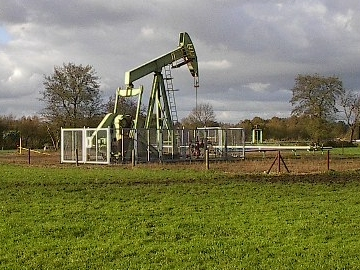
Ölförderung mit Pferdekopfpumpe in Emlichheim

Die geographische Lage, in unmittelbarer Nähe zu den Niederlanden, rückt das Gebiet in eine zentrale Lage auf dem Europäischen Binnenmarkt. Insbesondere mit der Wirtschaft der Niederlande bestehen enge Verflechtungen. Es bestehen enge Kontakte zu wissenschaftlichen Institutionen an den benachbarten Universitäten Osnabrück, Enschede und Münster, zu den Fachhochschulen in Ostfriesland, Osnabrück und Steinfurt, zum Zentrum für Mikroelektronik in Enschede und zu verschiedenen anderen Organisationen.
Die Kreisstadt Nordhorn ist raumplanerisch als Mittelzentrum mit oberzentralen Teilfunktionen eingestuft und ist das wirtschaftliche und kulturelle Zentrum der Grafschaft Bentheim. Die Stadt Nordhorn ist unter anderem durch ihren Gewerbe- und Industriepark (GIP) bekannt, der im Zuge des Niedergangs der Textilindustrie Ende der 1970er Jahre entstand und den Wegfall von Arbeitsplätzen abfedern sollte. Mitte der 1980er Jahre hat sich dort neben zahlreichen Industrie- und Gewerbebetrieben das Grafschafter TechnologieZentrum (GTZ) etabliert, eine „Denkfabrik“, die eine Vielzahl an Hilfestellungen und Unterstützungsleistungen (u. a. Vermietung von Geschäftsflächen, Dienstleistungen, Beratungs- und Schulungsangebote) für junge Unternehmen und Existenzgründer von der Produktentwicklung bis zur Produktreife anbietet. In seiner 25-jährigen Geschichte hat das GTZ rund 130 Unternehmer und Existenzgründer bei der Geschäftsaufnahme unterstützt; im Sommer 2010 waren die rund 2.100 m² im GTZ zur Verfügung stehenden Geschäftsflächen an 20 Unternehmen mit insgesamt 73 Mitarbeitern vermietet. Infolge des eingetretenen Strukturwandels in der Textilindustrie wandelte sich Nordhorn mehr und mehr zu einem Dienstleistungszentrum. Neue Industriegebiete wurden inzwischen in peripherer Lage eingerichtet (Nordhorn-Süd, Klausheide-Ost und Klausheide-Nord).
Der NINO-Hochbau aus der textilen Vergangenheit konnte nach langen Jahren des Leerstands durch ein Sanierungs- und Nutzungskonzept des ehemaligen Fabrikgeländes erhalten und als „Kompetenzzentrum Wirtschaft“ einer neuen Verwendung zugeführt werden. Von 2008 bis 2010 wurde der NINO-Hochbau unter weitgehender Erhaltung seines äußeren Erscheinungsbildes saniert und nach den Plänen der Münsteraner Architektengemeinschaft Kresing & Lindschulte in ein Büro- und Geschäftsgebäude umgebaut, das heute u. a. die Wirtschaftsförderung des Landkreises Grafschaft Bentheims, die Büros verschiedener Grafschafter Wirtschaftsinstitutionen und Unternehmen beherbergt. Das Bauwerk steht unter Denkmalschutz und bildet den Mittelpunkt des NINO-Wirtschaftsparks.
In anderen Orten der Grafschaft Bentheim gibt es vor allem landwirtschaftliche Betriebe sowie handwerklich-produzierendes Gewerbe und Handel. Schwerpunkte der Ansiedlungen befinden sich in Bad Bentheim, Schüttorf und Wietmarschen, wo neue Industrie- und Gewerbegebiete in Nähe zu den Autobahnen geschaffen wurden. Bedingt durch den Autobahn-Lückenschluss der A 31 wurden in der Grafschaft Bentheim auch insbesondere große Investitionen in der Logistik-Branche getätigt, die sich vorwiegend auf die Industrie- und Gewerbegebiete Schüttorf und Bad Bentheim-Gildehaus konzentrieren. Seit 2000 hat sich dieser Trend so verfestigt, dass die Grafschaft Bentheim inzwischen zu einem der bedeutendsten Logistikstandorte in Niedersachsen geworden ist und eines von fünf Logistik-Investitionsclustern in Niedersachsen bildet. In den letzten Jahren hat ferner auch der Tourismus großes Wachstum erfahren und ist zu einem weiteren bedeutenden Wirtschaftsfaktor und Arbeitgeber in der Grafschaft geworden. Mit ca. 3800 Beschäftigten hat der Bereich Tourismus einen Anteil von rund 9 % der sozialversicherungspflichtigen Arbeitsplätze im Landkreis.
Zu den größten Unternehmen und Arbeitgebern gehören Arnold Lammering GmbH (Stahlhandel) in Schüttorf, die Bentheimer Eisenbahn AG (Logistik) in Nordhorn, Dietrich Borggreve Zwieback & Keksfabrik KG (Lebensmittel) in Neuenhaus, die Emsland Group (Agrarrohstoffe, Lebensmittel) in Emlichheim, Erfo Bekleidungswerk GmbH & Co. KG (Damenoberbekleidung) in Nordhorn, Euregio-Klinik Grafschaft Bentheim in Nordhorn, Grafschafter Volksbank eG in Nordhorn, Gussek Haus (Fertighäuser) in Nordhorn, HRD-Trailer-Engineering GmbH (Fahrzeugbau) in Emlichheim, die KCA-DEUTAG-Gruppe mit der Tochter Bentec (Erdölförderung, Bohrtürme) in Bad Bentheim, Kreissparkasse Grafschaft Bentheim zu Nordhorn, die Neuenhauser Unternehmensgruppe (Maschinenbau) in Neuenhaus, Peters Stahlbau GmbH (Stahlbau) in Itterbeck, die Prowell Gruppe (Wellpappenformatwerk) in Schüttorf, die Rigterink Logistikgruppe (Logistik) in Nordhorn, Rosink Maschinenbau, die Unternehmensgruppe Rosink/VENO mit dem Kurzwaren-Großhändler VENO GmbH aus Bad Bentheim und der Tischlerei und Möbelfertigung Rosink Objekteinrichtungen in Nordhorn, Rosink-Werkstätten GmbH in Nordhorn (Apparatebau), Stemmann-Technik GmbH (Elektrotechnik) in Schüttorf, Tulip Food Company GmbH (Lebensmittel), Werk in Schüttorf, Georg Utz GmbH (Kunststoffverarbeitung) in Schüttorf, Volksbank Niedergrafschaft eG in Uelsen, WINK Stanzwerkzeuge GmbH & Co. KG (Werkzeugbau) in Neuenhaus, WKS (Textil) in Wilsum und Stenau Städtereinigung GmbH (Entsorgung und Recycling) in Nordhorn.
Zu den wichtigsten in der Grafschaft Bentheim abgebauten Rohstoffen gehören Sand und Kies, die vornehmlich in Wilsum, Gölenkamp und Itterbeck abgebaut werden. In einigen Orten, insbesondere in Emlichheim und Osterwald, werden in einem eher kleinen Umfang Erdöl und Erdgas gefördert. Die Erdölförderung in Emlichheim durch die Wintershall GmbH wurde 1943 aufgenommen. 2007 hat Gaz de France im Itterbecker Ortsteil Ratzel zwecks Exploration nach Erdgas gebohrt. Bis in die 1960er Jahre war auch der Torfabbau und der damit verbundene Transport über die Kanäle ein gewichtiger Wirtschaftsfaktor, der heute seine Bedeutung größtenteils verloren hat.
In früherer Zeit wurde zudem der Bentheimer Sandstein in Bad Bentheim und in Gildehaus abgebaut. Aus diesem wurden insbesondere viele Kirchen und Rathäuser in der Region erbaut. Das bekannteste Gebäude ist der Königliche Palast in Amsterdam. In Gildehaus ist noch heute ein Sandsteinbruch in Betrieb.
Die IHK Osnabrück-Emsland-Grafschaft Bentheim ist die für den Landkreis zuständige Industrie- und Handelskammer. Die Grafschaft Bentheim ist Mitglied im Verein Wachstumsregion Ems-Achse.
Im Zukunftsatlas 2016 belegte der Landkreis Grafschaft Bentheim Platz 208 von 402 Landkreisen, Kommunalverbänden und kreisfreien Städten in Deutschland und zählt damit zu den Regionen mit „ausgeglichenem Chancen-Risiko-Mix“ für die Zukunft.

### Erneuerbare Energien

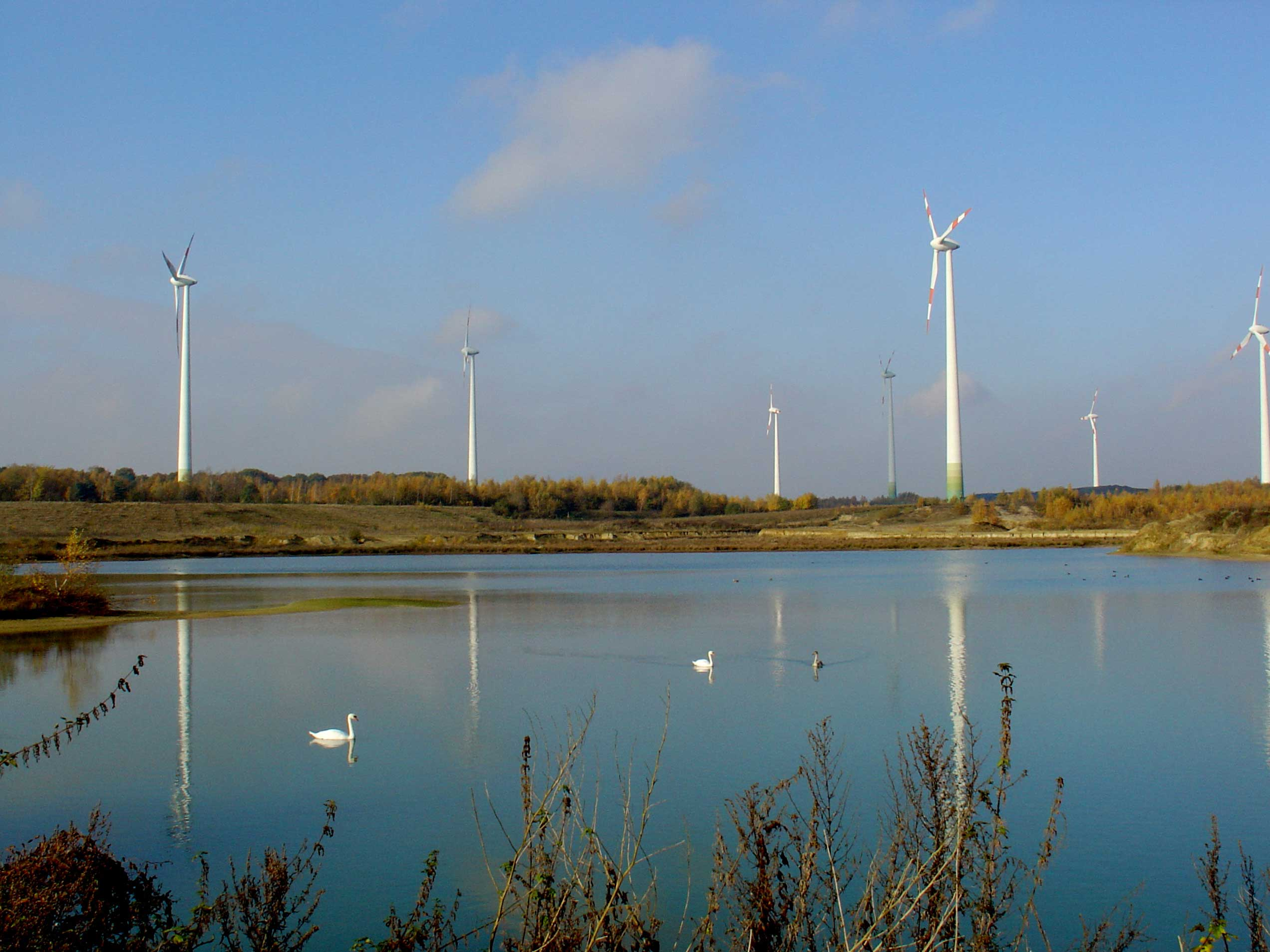
Windpark Gölenkamp

2011 wurde der Solarpark Georgsdorf, eine Photovoltaik-Freiflächenanlage, auf einer Konversions-Fläche von 60 ha errichtet. Mit einer Nennleistung von 24,7 MW ist der Solarpark der größte seiner Art in Niedersachsen. Eine weitere Anlage entstand 2012 im Industriegebiet Klausheide-Ost auf einer Fläche von 11,5 ha mit einer Leistung von 4,15 MWp. Auf den Dachflächen der WKS GmbH in Wilsum befindet sich seit 2009 ferner eine der größten Auf-Dach-Photovoltaikanlagen in der Region mit einer installierten Leistung von rund 854,40 kWp.
In mehreren Grafschafter Gemeinden befinden sich darüber hinaus Windparks, so z. B. in Bad Bentheim (5 Anlagen), Laar (insgesamt 21 Anlagen, 2000), Gölenkamp/Wilsum (10 Anlagen, 2001), Gölenkamp-Haftenkamp (5 Anlagen, 2011), Esche (4 Anlagen, 2003), Bimolten (14 Anlagen 2002, 2 weitere 2006), Ohne/Samern (7 Anlagen, 2001) und Wietmarschen (5 Anlagen, 2001).
In der Grafschaft Bentheim sind (Stand: 2011) weiterhin rund 40 Biogasanlagen in Betrieb. In Emlichheim betreibt N.prior energy seit 2005 ein Biomasseheizkraftwerk mit einer Leistung von 20 MWel, das hauptsächlich mit Holz befeuert wird. Ferner befindet sich in Emlichheim ein weiteres Biomasseheizkraftwerk in Bau, das mit Stroh (halmgutartige Biomasse) befeuert werden soll und die erste Anlage ihrer Art in Deutschland ist. Neben Strom wird das Kraftwerk auch Prozesswärme und Hochtemperatur-Dampf für die Emsland Group produzieren sowie Heizwärme in ein Nahwärmenetz einspeisen (Kraft-Wärme-Kopplung).

### Arbeitsmarkt
Im Landkreis herrscht fast Vollbeschäftigung: Im April 2022 lag die Arbeitslosenquote bei 2,1 % und somit deutlich unter dem niedersächsischen Durchschnitt von 5,0 % und dem Bundesdurchschnitt von ebenfalls 5,0 %. Der Agenturbezirk Nordhorn (Landkreise Grafschaft Bentheim und Emsland) wies zur selben Zeit eine Arbeitslosenquote von 2,4 % auf.

### Verkehr

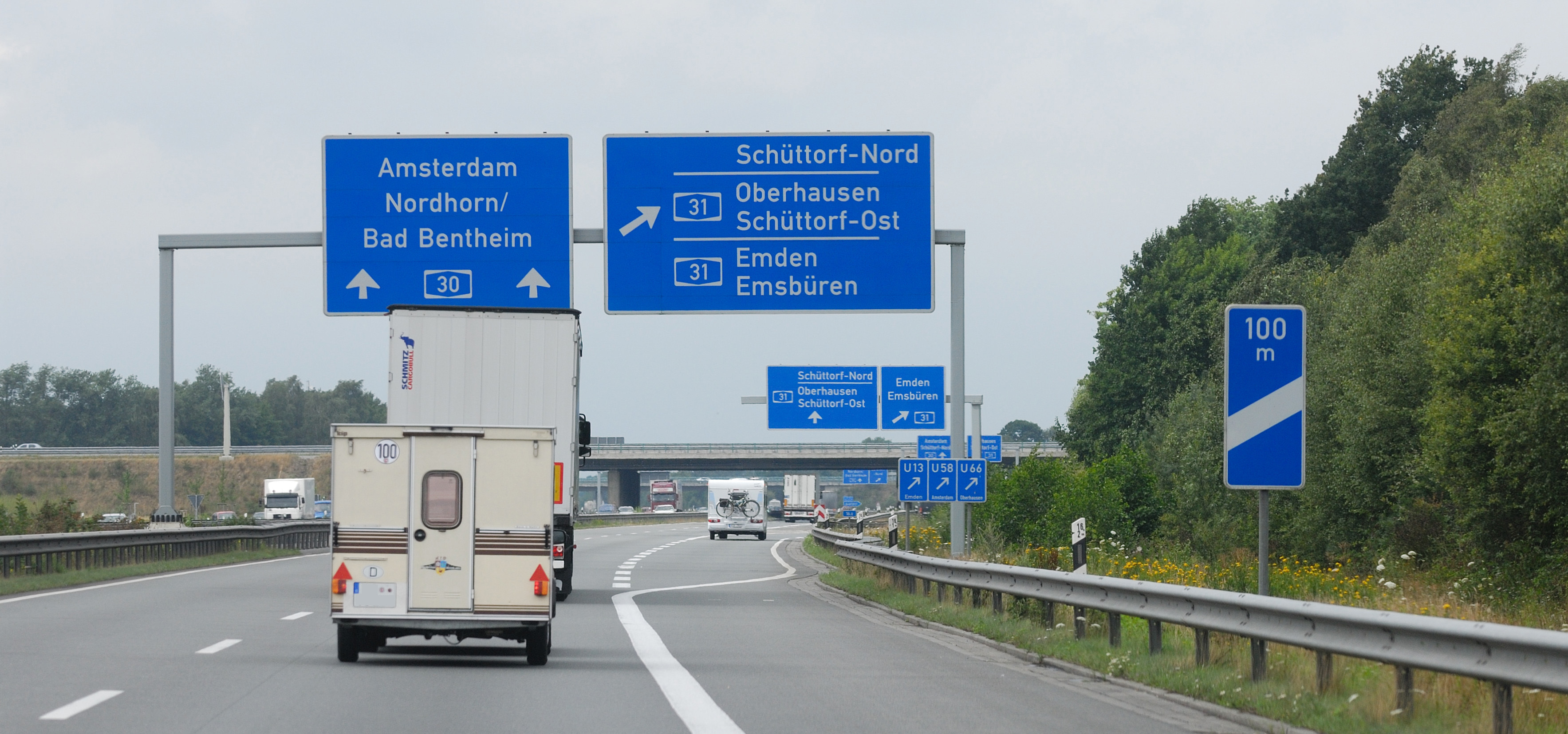
Schüttorfer Kreuz

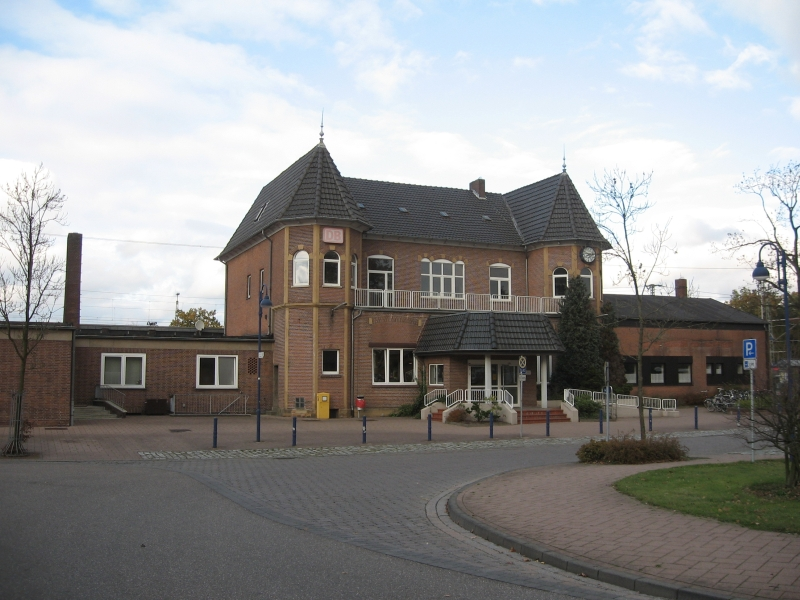
Bahnhof Bad Bentheim

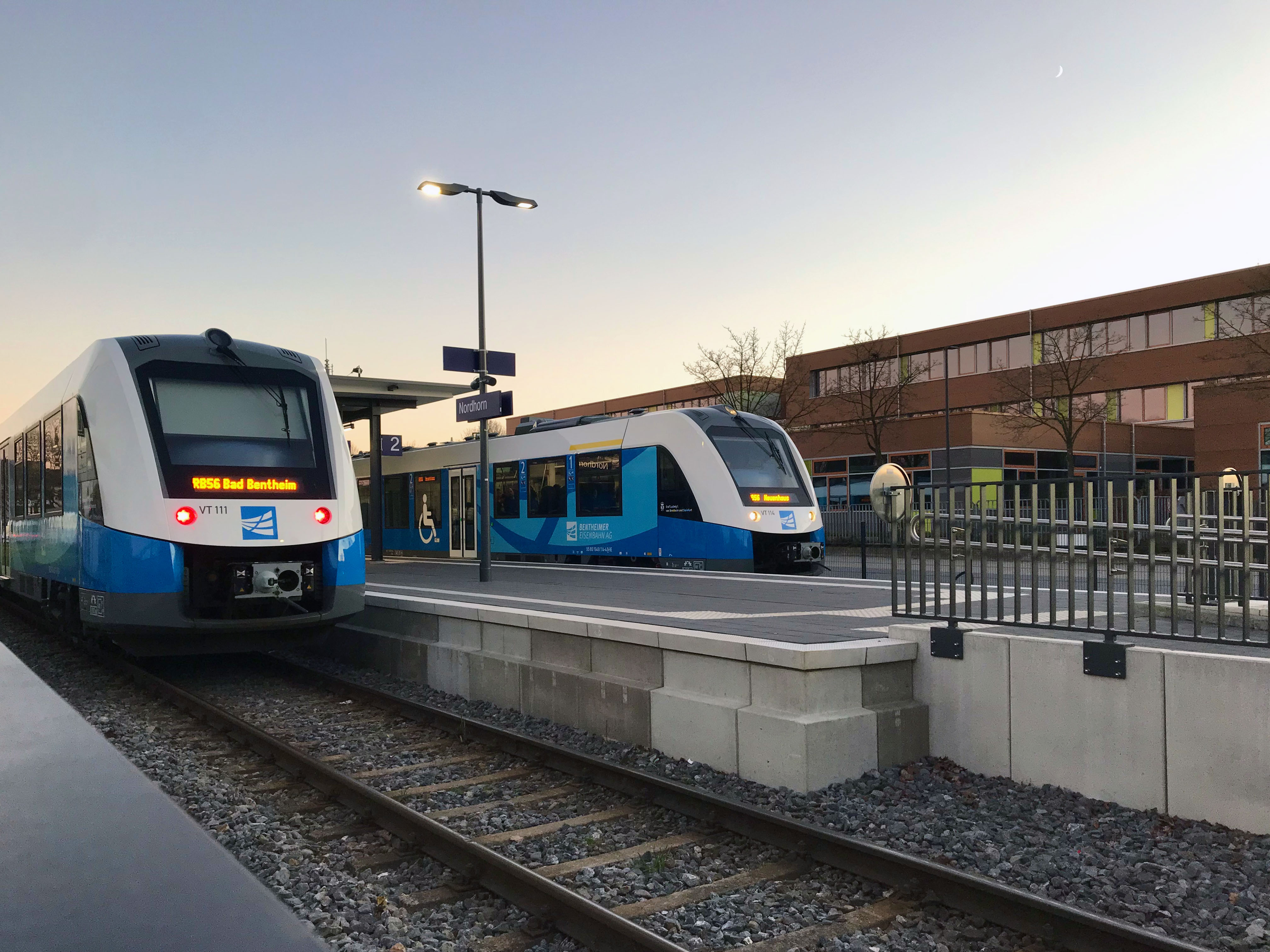
Triebwagen der Bentheimer Eisenbahn auf der RB 56 im Bahnhof Nordhorn

#### Straßenverkehr
Die Grafschaft Bentheim liegt im Kreuzungsbereich der Bundesautobahnen 30 und 31 (Autobahnkreuz Schüttorf). Ferner verlaufen die Bundesstraßen 403 und 213 durch die Grafschaft.

#### Luftverkehr
Innerhalb einer Autostunde ist der internationale Flughafen Münster/Osnabrück (FMO) erreichbar. Der Flugplatz Klausheide liegt zwischen den Städten Nordhorn und Lingen (Nachtflugbefeuerung, Motorflugzeuge bis max. 10 t).

#### Schienenverkehr
Die erste Eisenbahn in der Grafschaft Bentheim wurde 1865 von dem niederländischen Unternehmen „AS-Spoorweg-Mij Almelo–Salzbergen“ eröffnet. Sie ist ein Teilstück der Bahnstrecke Almelo–Salzbergen und berührt die Städte Schüttorf und Bad Bentheim. Hier ist auch der Ausgangspunkt der kreiseigenen Bentheimer Eisenbahn AG, die 1895 zunächst eine Linie nach Nordhorn eröffnete und sie 1896 bis Neuenhaus verlängerte. 1909 wurde die Strecke bis Emlichheim und schließlich 1910 bis zur niederländischen Stadt Coevorden erweitert. Von Bad Bentheim führte ab 1908 auch nach Süden eine Strecke nach Gronau in Westfalen, sodass die Strecke im Kreisgebiet insgesamt eine Länge von 78 km erreichte. Die Bentheimer Eisenbahn beendete 1974 den Personenverkehr und hat ihn zum 7. Juli 2019 wieder aufgenommen, zunächst auf der Strecke Bad Bentheim – Quendorf – Nordhorn – Neuenhaus (RB 56). Hierfür wurde die Trasse für höhere Geschwindigkeiten ertüchtigt, Bahnübergänge technisch aufgerüstet oder geschlossen und drei neue, zusätzliche Haltepunkte gebaut (Quendorf, Nordhorn-Blanke und Neuenhaus Süd). Der Landkreis wurde 2012 für seine Bemühungen zur Wiedereinführung des Schienenpersonennahverkehrs mit dem Fahrgastpreis 2012 des Verbandes Pro Bahn ausgezeichnet. Bahnhöfe für Personenverkehr an der Strecke der Deutschen Bahn befinden sich in Bad Bentheim und Schüttorf. In Bad Bentheim bestehen direkte Fernzugverbindungen nach Amsterdam und Berlin, Schüttorf wird nur von der Wiehengebirgs-Bahn (Hengelo–Bad Bentheim–Osnabrück–Bielefeld) bedient.
Der Güterverkehr – vor allem zwischen Bad Bentheim und Coevorden – ist sehr rege. Insbesondere seit der Inbetriebnahme des Güterverkehrszentrums (GVZ) im grenzüberschreitenden Europark stiegen die Frachtraten bis heute stetig an.

#### Öffentlicher Nahverkehr
Nach Wiedereinführung des Schienenpersonenverkehrs besteht in der Grafschaft Bentheim ein darauf abgestimmtes Busnetz der Verkehrsgemeinschaft Grafschaft Bentheim (VGB). Durch die Regionalbuslinien von Emlichheim über Uelsen (Linie 10) bzw. Hoogstede (Linie 20) nach Neuenhaus hat man Anschluss an die neue Regionalbahnlinie. Parallel zur Bahnlinie verkehren die Busse der Linien 30 (Neuenhaus – Nordhorn) und 40 (Nordhorn – Bad Bentheim). Diese Linien verkehren sowohl an Werktagen als auch an Sonn- und Feiertagen im Stundentakt. Von Bedeutung ist auch die Regionalbuslinie 80, die regelmäßig Nordhorn über Klausheide und Lohne mit Lingen (Ems) verbindet. Im Einsatz sind barrierefreie Busse mit Niederflurtechnik. Im Übrigen existiert in Nordhorn ein Stadtbus- sowie in der Niedergrafschaft, abseits der Hauptlinien, ein Rufbusnetz. Seit dem 9. Dezember 2018 gilt das Niedersachsenticket in den Bussen der VGB.

### Gesundheitswesen

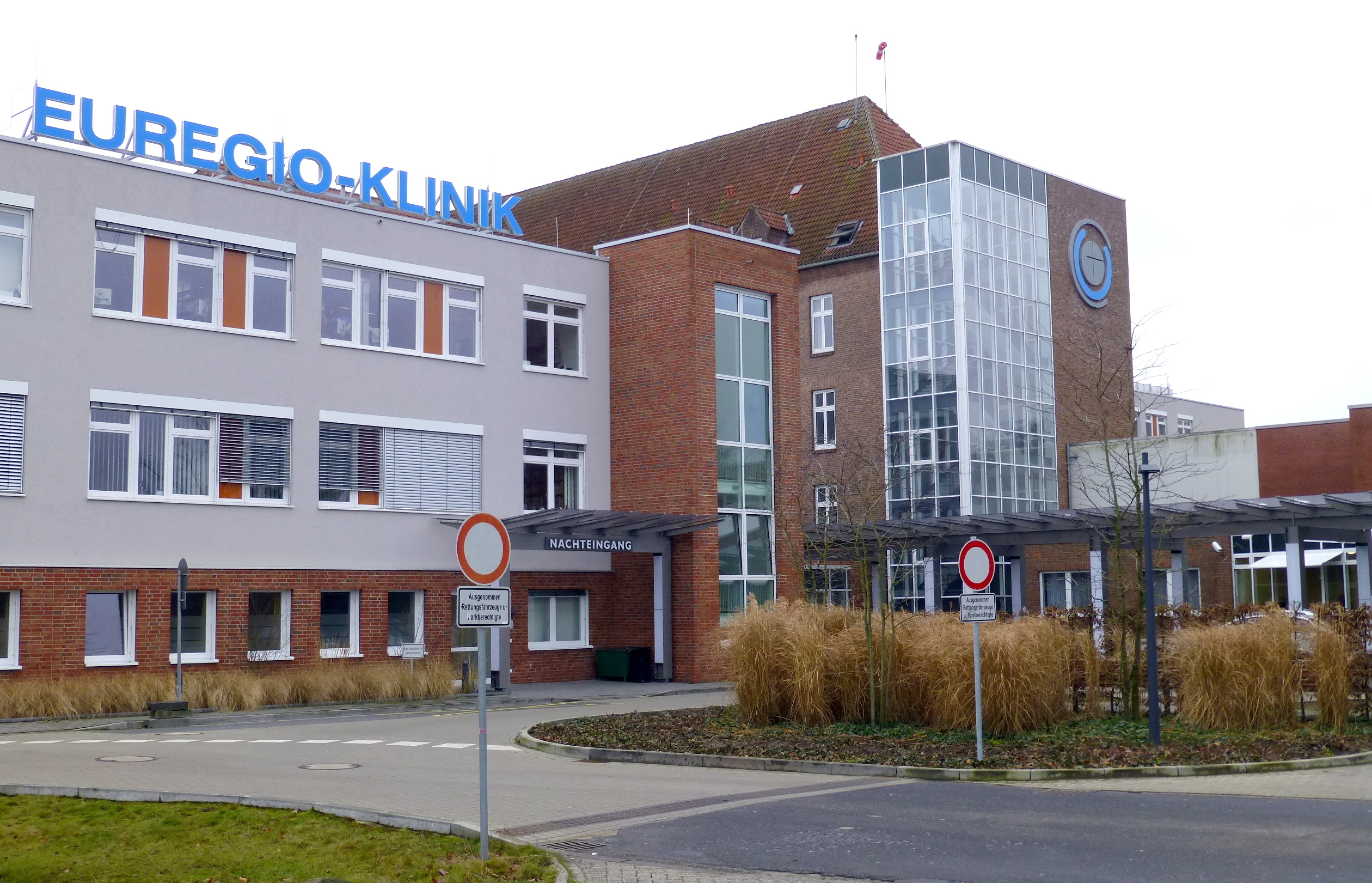
Hauptportal der Euregio-Klinik

Die Notfall- und Gesundheitsversorgung im Landkreis Grafschaft Bentheim wird durch die Euregio-Klinik Grafschaft Bentheim in Nordhorn sichergestellt. Es handelt sich um ein Schwerpunktkrankenhaus mit 525 Planbetten am Standort Albert-Schweitzer-Straße. Die Euregio-Klinik ist akademisches Lehrkrankenhaus der Universität Münster. Die Klinik ist darüber hinaus auch einer der größten Arbeitgeber im Landkreis.
Zusammen mit dem Deutschen Roten Kreuz, Kreisverband Grafschaft Bentheim, stellt die Euregio-Klinik zudem den Rettungsdienst in der Grafschaft Bentheim sicher; seit Juli 2011 wird montags bis freitags in der Zeit von 8 bis 19 Uhr ein zweiter Notarzt gestellt. Rettungswachen befinden sich in Nordhorn, Bad Bentheim, Uelsen und Emlichheim. Die Rettungswache Hoogstede ist zurzeit eine Tageswache. Die Luftrettung stellt Christoph Europa 2 mit Standort in Rheine und Christoph Westfalen am Flughafen Münster/Osnabrück in Greven sicher.
In Bad Bentheim sind darüber hinaus die Fachklinik Bad Bentheim als Kurklinik und Gesundheitszentrum (53 Plan- und 390 Reha-Betten) sowie das Paulinenkrankenhaus als orthopädische Fachklinik (50 Planbetten) ansässig.
Die Arbeiterwohlfahrt, Kreisverband Grafschaft Bentheim, betreibt auf dem Gutshof Klausheide seit 1996 ein sozialtherapeutisches Wohnheim der Eingliederungshilfe (SGB XII §§ 53/54 ff.) mit 61 Plätzen für den Personenkreis der chronisch mehrfach beeinträchtigt Abhängigkeitskranken.
Im Bereich der ambulanten Versorgung sind in der Grafschaft Bentheim rund 200 Allgemein- und Fachärzte sowie rund 100 Zahnärzte niedergelassen. Ferner existieren rund 30 Apotheken.

## Medien

### Tageszeitung
In Nordhorn werden die Grafschafter Nachrichten als regionale Tageszeitung herausgegeben.

### Wochen- und Monatspresse
Mittwochs erscheint das kostenlose Anzeigenblatt Grafschafter Wochenblatt (Grafschafter Wochenblatt Verlags- und Werbe-GmbH) sowie am Sonntag das ebenfalls kostenlose Anzeigenblatt SonntagsZeitung (Grenzland-Woche Verlags- und Werbegesellschaft mbH). Vierteljährlich wird das regionale Trend- und Kultmagazin LEO (zehndrei GbR) kostenlos in der Grafschaft Bentheim verteilt. Ebenfalls vierteljährlich erscheint das kostenlose LiNoh Journal (Ardland Marketing & Vertrieb).

### Rundfunk
Die Ems-Vechte-Welle, ein regionales Bürgerradio für die Landkreise Grafschaft Bentheim und Emsland, unterhält ein Studio in Nordhorn. Im Oktober 2011 ist mit ev1.tv ein lokaler Fernsehsender für den Raum Emsland-Grafschaft Bentheim gestartet. Das Programm wird im Kabelfernsehen sowie im Internet ausgestrahlt.

## Tourismus und Kultur

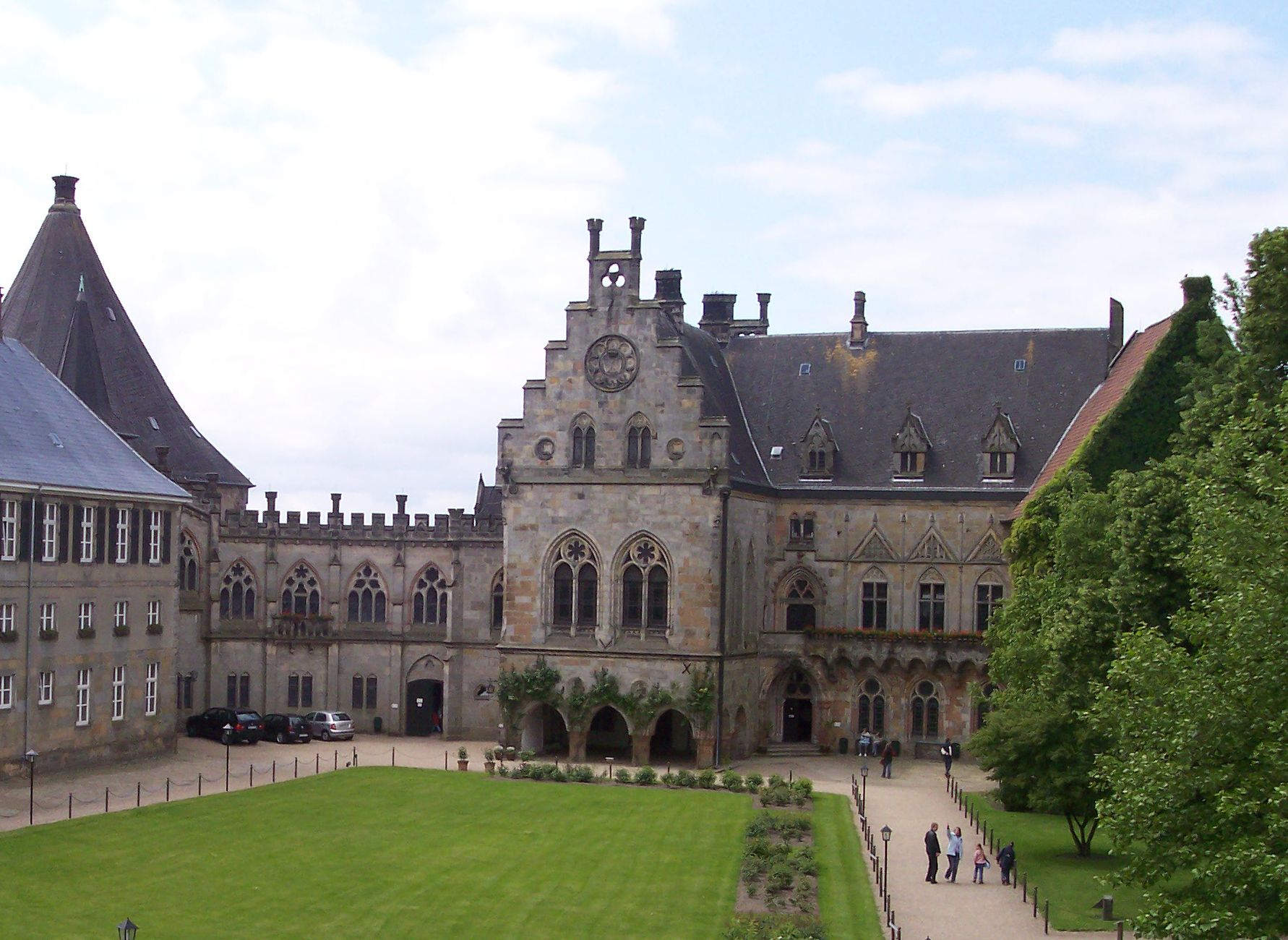
Innenhof der Burg Bentheim

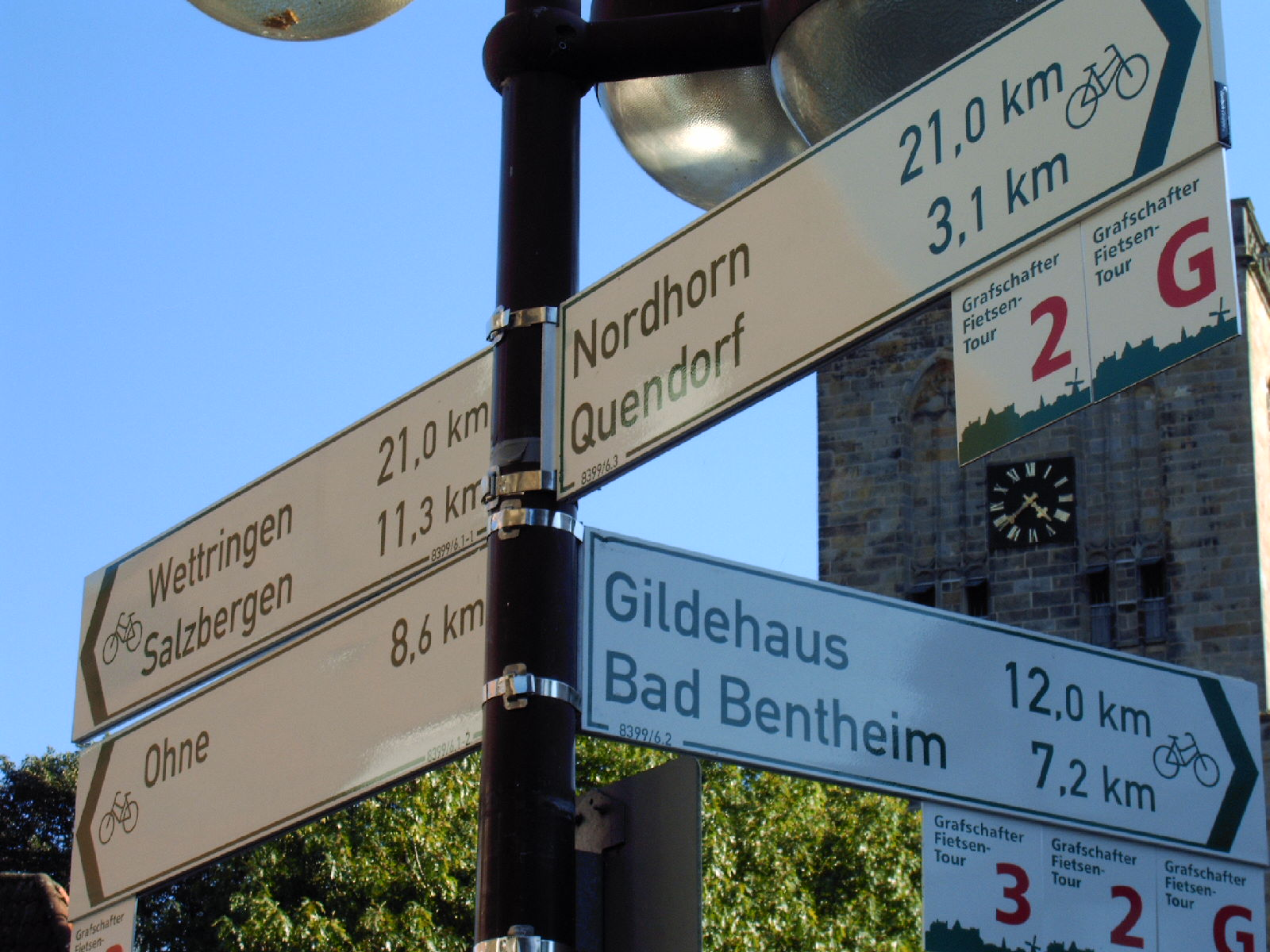
Wegweiser-Schild am Schüttorfer Marktplatz

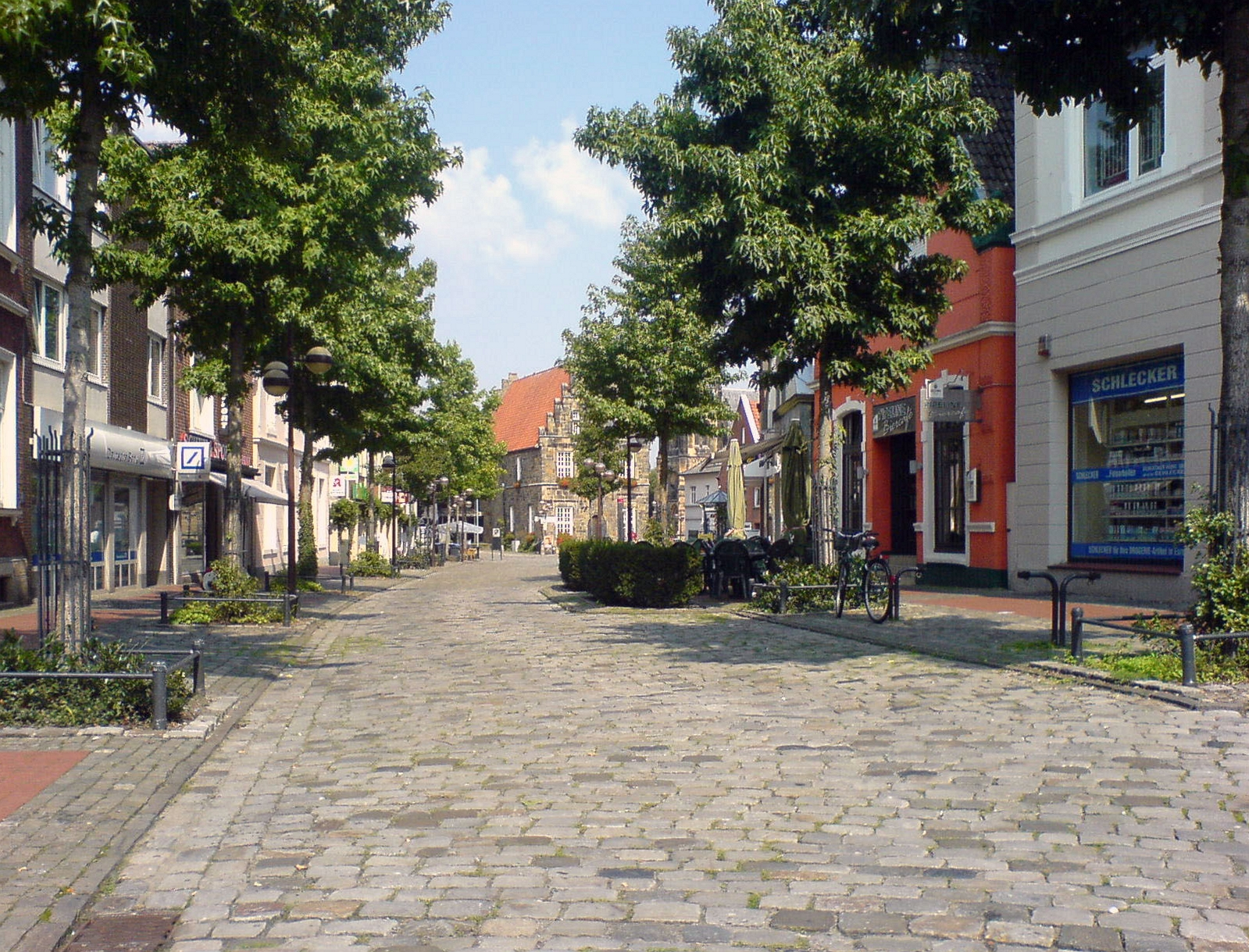
Straße im Ortszentrum von Schüttorf

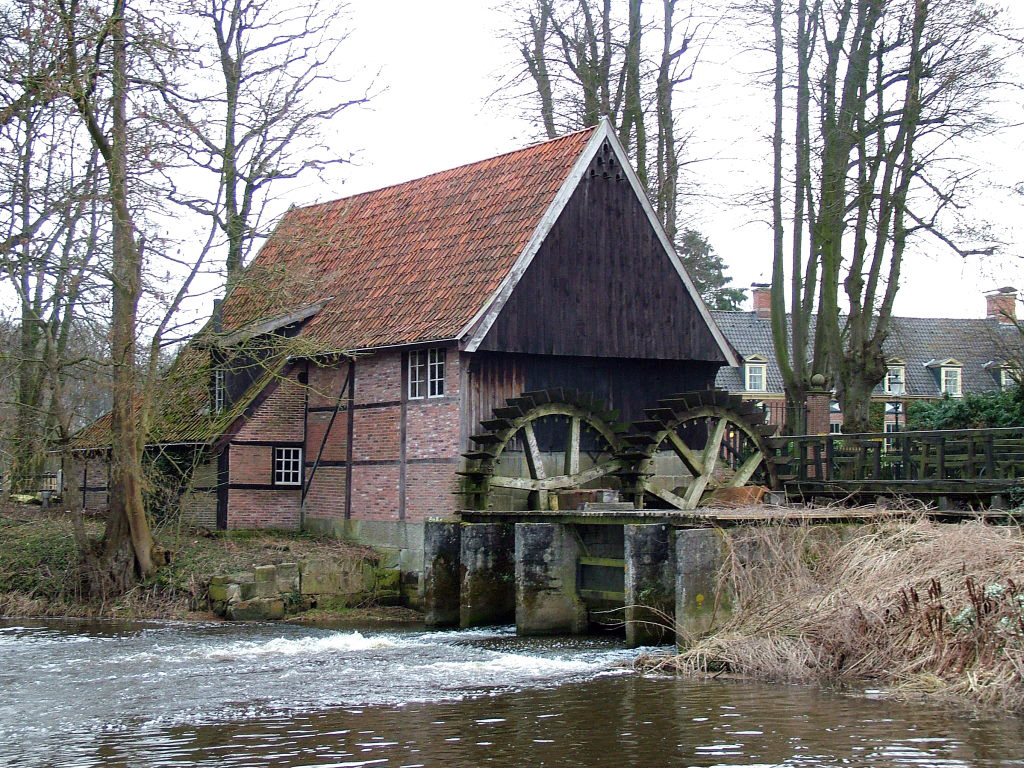
Die Wassermühle in Lage

### Emsländische Landschaft
Die Emsländische Landschaft ist einer der zwölf Niedersächsischen Landschaftsverbände und nimmt hauptsächlich kulturpolitische Aufgaben wahr; er wurde 1979 für die Landkreise Emsland und Grafschaft Bentheim als eingetragener Verein gegründet.

### Tourismus
Die Grafschaft Bentheim ist vielerorts touristisch geprägt. Besonders bekannt ist die Grafschaft Bentheim für ihren Fahrradtourismus mit einem über 1.200 km langen, ausgeschilderten Radwegenetz. Das Radwegesystem Grafschafter Fietsentour umfasst die 220 km lange Hauptroute und 25 Tagestouren mit einer Länge von 28–56 km. Drei länderübergreifende Radfernwege/-routen – Kunstwegen, Vechtetal-Route und die United Countries Tour – führen durch die Grafschaft Bentheim. Am 11. Juli 2007 wurde der Landkreis Grafschaft Bentheim im Rahmen des landesweiten Wettbewerbs Fahrradfreundliche Kommune 2007 als fahrradfreundlichster Landkreis Niedersachsens ausgezeichnet. Am 31. August 2011 wurde der Landkreis Grafschaft Bentheim erneut als Fahrradfreundliche Kommune 2011 ausgezeichnet und konnte somit zum ersten Mal in der Geschichte des Wettbewerbs den Titel verteidigen. Radwanderschutzhütten, Leihfahrräder und über 100 ausgezeichnete fahrradfreundliche Gastbetriebe sind nur einige Beispiele für die fahrradfreundliche Region. Ein weiteres Angebot ist der saisonal eingesetzte Fietsenbus – ein flexibler Transport für Fahrräder und Radfahrer.
Die Landkreise Grafschaft Bentheim, Emsland und Osnabrück haben sich zudem zur touristischen Kooperationsgemeinschaft unter dem Namen GEO-Region verbunden, unter der gemeinsame Ziele im Bereich des Fahrradtourismus verfolgt werden. Das Radwegeangebot wird weiterhin auch durch Wanderwege ergänzt, so führt z. B. der Töddenweg als Teil des Europäischen Fernwanderwegs E11 durch die Grafschaft Bentheim. Ferner führt die Ferienstraße Oranier-Route durch das Stadtgebiet von Nordhorn (u. a. am Kloster Frenswegen vorbei).
Die Grafschaft Bentheim verfügt über ein Kurzentrum, rund 30 Hotels, über 300 Ferienwohnungen und -häuser, Gasthöfe und Pensionen, Apartments und Zimmer sowie zwei Jugendherbergen, zehn Anbieter von „Ferien auf dem Bauernhof“ sowie sechs Campingplätze. Zahlreiche Restaurants, Bars und Kneipen mit regionaler wie auch internationaler Küche lassen sich in der gesamten Grafschaft Bentheim finden.
Bad Bentheim ist eine Kurstadt mit vielfältigen Angeboten im Gesundheitsbereich, die in der Fachklinik Bad Bentheim zusammengefasst sind; dazu gehört u. a. die Mineraltherme zur Behandlung von dermatologischen Krankheiten. Das Wahrzeichen dieser Stadt, die aus Sandstein erbaute Höhenburg Burg Bentheim, ist ein beliebtes Touristenziel, ebenso wie die Wassermühle Lage, die bereits im 13. Jahrhundert erwähnt wurde. Wietmarschen ist als Wallfahrtsort (Marienstatue in der Wallfahrtskirche St. Johannes Ap.) und durch die restaurierten Gebäude des ehemaligen Damenstifts ebenfalls ein beliebtes Ziel.

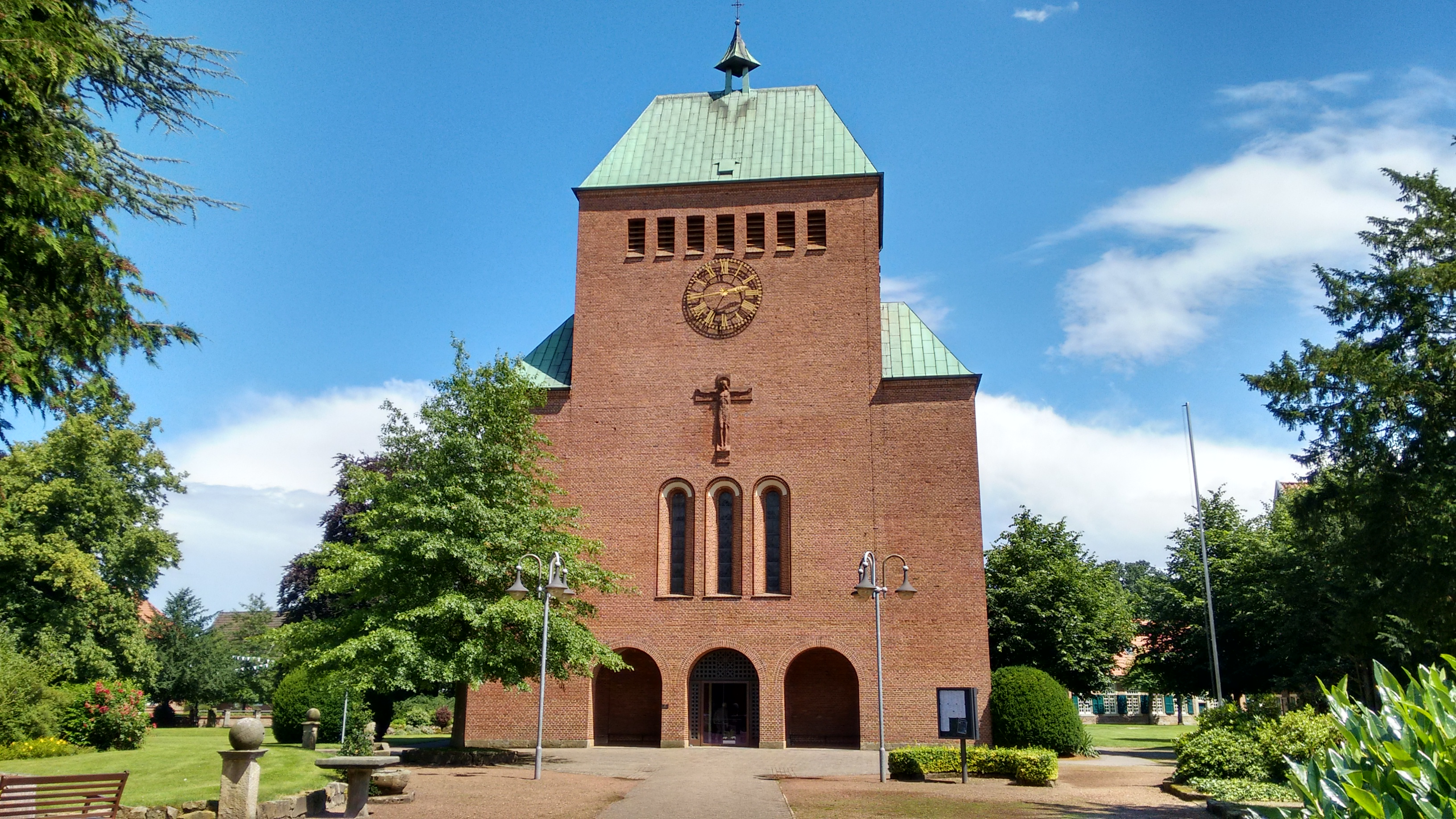
Wallfahrtskirche Wietmarschen im historischen Stiftsbereich

Als weitere Freizeiteinrichtungen sind das Kinozentrum in Nordhorn sowie die Großraumdiskotheken Zak in Uelsen und Index in Schüttorf zu nennen. Im Sommer finden an nahezu jedem Wochenende lokale Schützen- oder Volksfeste in Festzelten statt, dazu gibt es in einigen Orten größere (historische) Märkte und Festveranstaltungen. In vielen Orten gibt es Hallen- und Freibäder sowie darüber hinaus auch noch mehrere Bade- und Freizeitseen. Touristisch sehr beliebt ist der Tierpark Nordhorn mit jährlich über 400.000 Besuchern, davon etwa die Hälfte aus den benachbarten Niederlanden. Der ebenfalls in Nordhorn liegende Vechtesee ist ein weiterer touristischer Schwerpunkt, der in den letzten Jahren durch Investitionen in einen Hotel- und Gastronomiekomplex weiterentwickelt wurde. Ferner liegt der Internationale Naturpark Bourtanger Moor-Bargerveen zum Teil in der Grafschaft Bentheim.
2010 wurden in der Grafschaft Bentheim 822.271 Übernachtungen bei 234.720 Gästen gezählt. Dies entspricht einer Steigerung von 30,5 % (Übernachtungen) bzw. 27,2 % (Gäste) gegenüber 2009. Mit dem Anteil ausländischer Gäste von rund 46 % im Jahr 2010 lag die Grafschaft Bentheim im deutschlandweiten Kreisvergleich auf dem ersten Platz. 2012 wurden rund 900.000 Übernachtungen verzeichnet; darüber hinaus auch rund 5 Millionen Tagesgäste.
Im Oktober 2013 wurde die Neuauflage des touristischen Leitbildes vom Kreistag verabschiedet.

### Kultur
Größere kulturelle Einrichtungen sind das Freilichttheater in Bad Bentheim (rund 1250 Plätze), der Konzert- und Theatersaal (470 Plätze) sowie die Kunstgalerie in Nordhorn, das Theater der Obergrafschaft in Schüttorf und einige Kleinkunstbühnen in verschiedenen Orten. Größte Bibliothek des Landkreises ist die Stadtbibliothek Nordhorn (ehemals: Euregio-Bücherei) mit einem Bestand von rund 91.000 Einheiten. Ferner verfügen die Samtgemeinden Emlichheim, Neuenhaus und Schüttorf jeweils über eine Samtgemeindebücherei.
Im Stadtmuseum Nordhorn lassen sich zudem die „Überreste“ der Textilindustrie an drei Standorten besichtigen: Im Povelturm, einem zu einem Museum umgebauten alten Treppenturm der gleichnamigen Textilfabrik, befinden sich Wechselausstellungen zur Nordhorner Stadtgeschichte, in der Alten Weberei gibt es eine Maschinenausstellung mit originalen Textilmaschinen aus mehr als 50 Jahren textiler Geschichte, die auch vorgeführt werden und im NINO-Hochbau ist eine Dauerausstellung zur Textilgeschichte zu sehen. In zahlreichen Gemeinden im Landkreis gibt es darüber hinaus heimatgeschichtliche Museen mit vielfältigen Angeboten zur Vergangenheit des Lebens und der Wirtschaft in der Grafschaft Bentheim (u. a. das Heimatmuseum bei der Wassermühle Schoneveld in Wilsum, das Heimathaus Lohne in der Gemeinde Wietmarschen und das Sandsteinmuseum Bad Bentheim). In Alten Rathaus in Gildehaus befindet sich das Otto-Pankok-Museum.
Die Skulpturenwege Kunstwegen und Raumsichten verlaufen auf ca. 150 km Länge entlang der Vechte zwischen Nordhorn und Zwolle bzw. zwischen Nordhorn und Nordrhein-Westfalen als grenzüberschreitendes Kunstprojekt mit mehr als 70 Kunstwerken aus über 20 Jahren. Es handelt sich um eines der größten offenen Museen Europas.

Kunstwegen-Skulputen in der Grafschaft Bentheim (Auswahl)
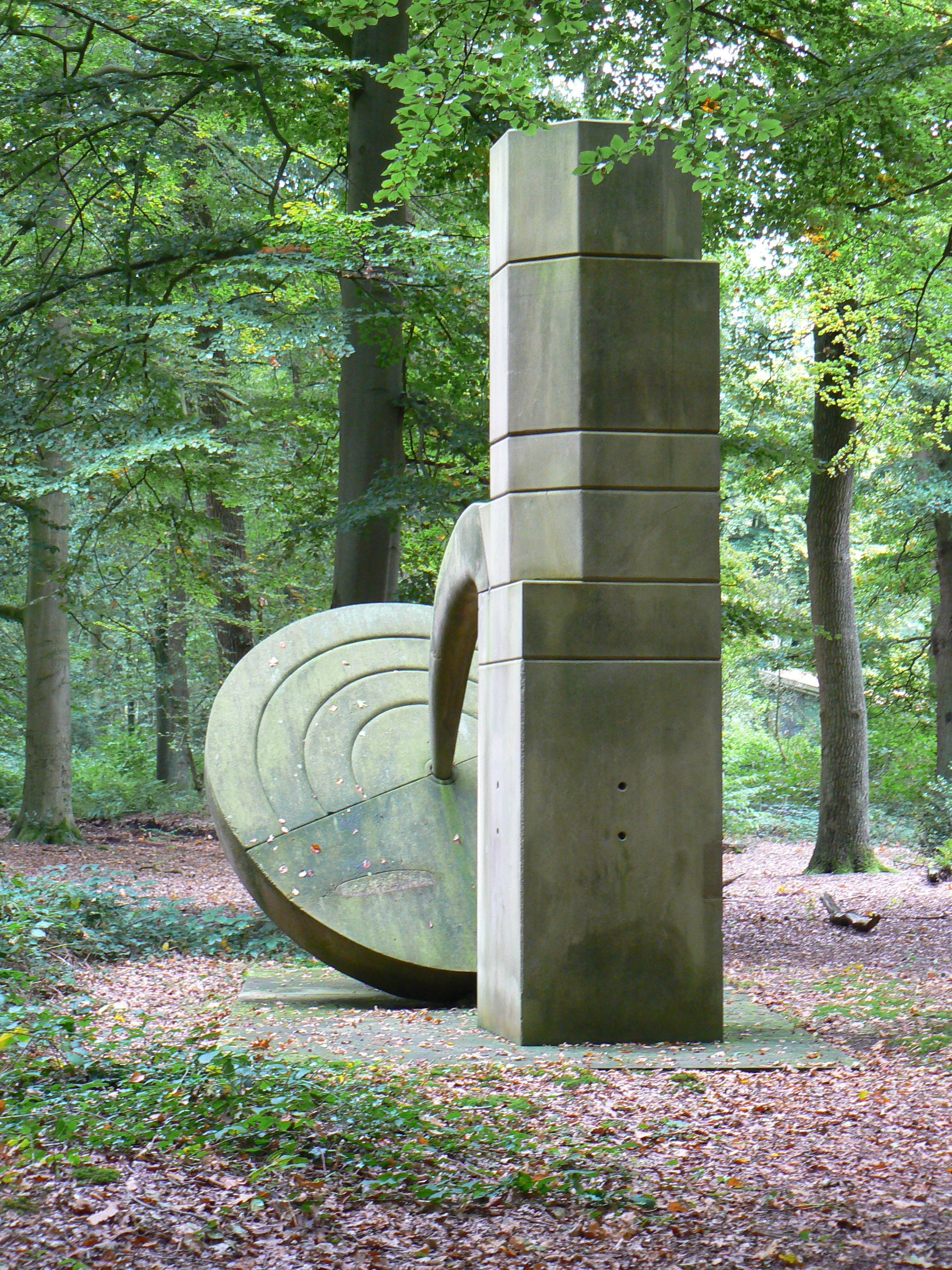
Bauwerk für die guten Gefühle von Peter van de Locht (Nordhorn)
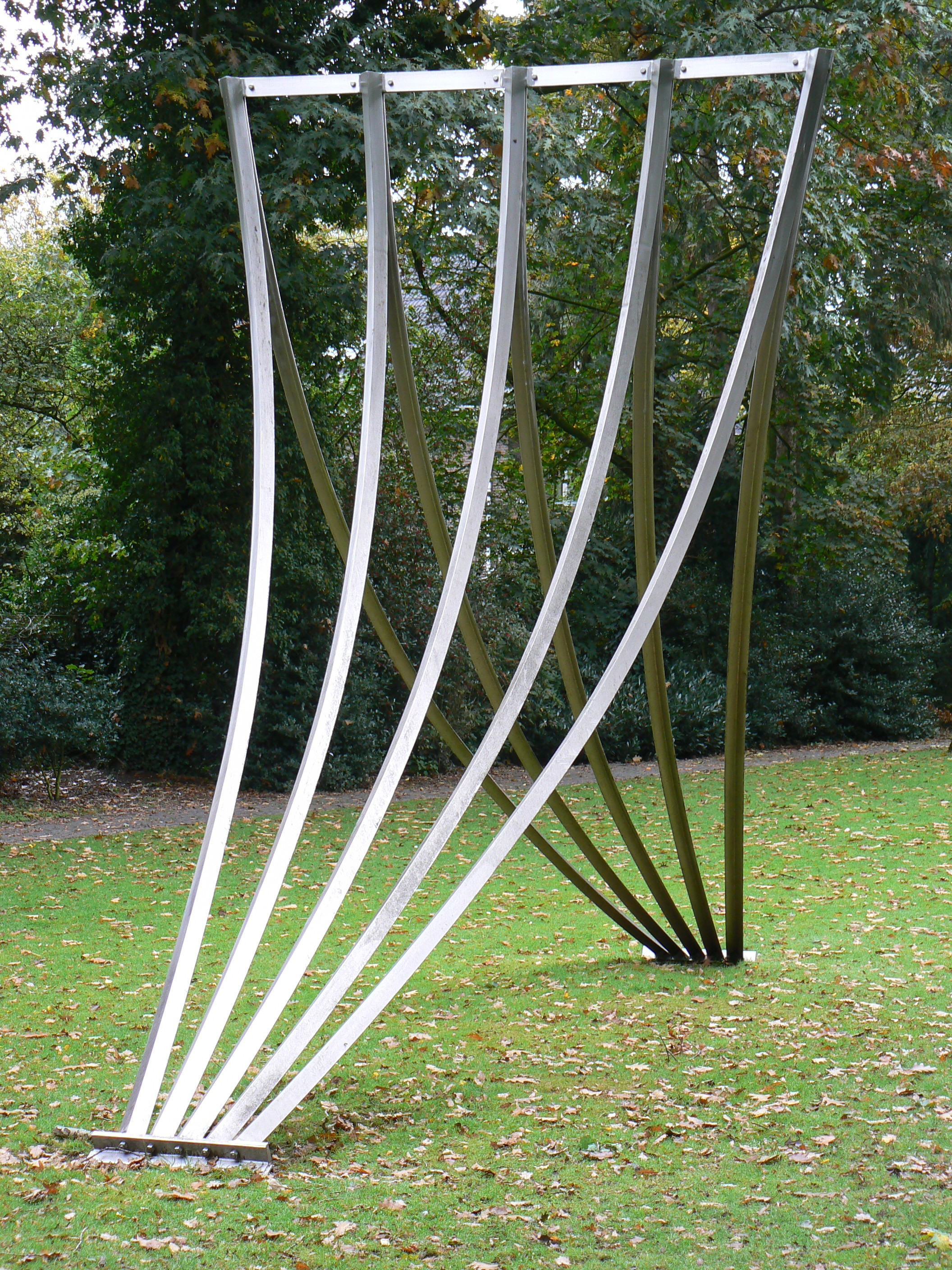
Uit het gezicht verliezen von Henk Visch (Nordhorn)
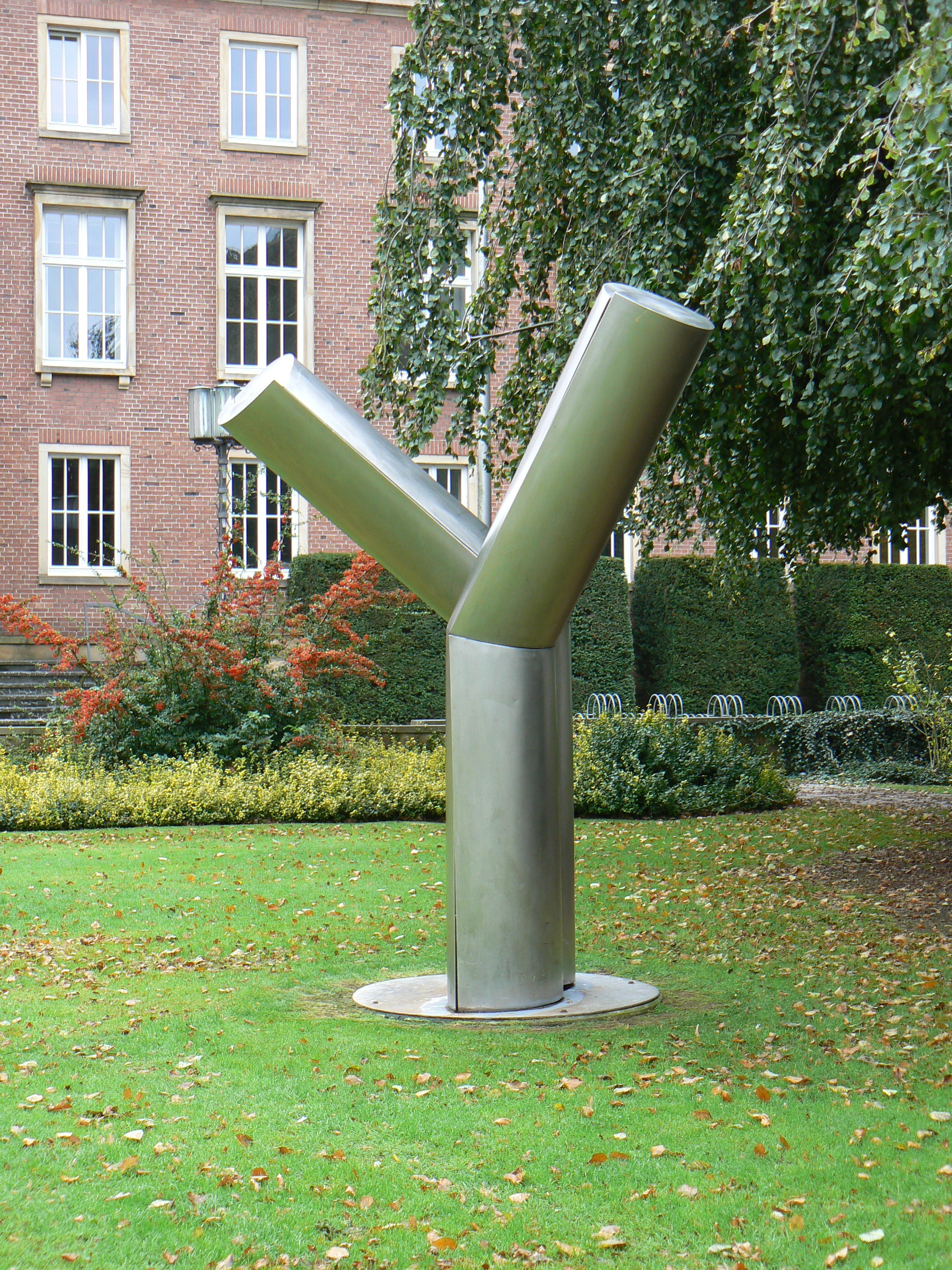
Doppelsäule 1/70 von Erich Hauser (Nordhorn)
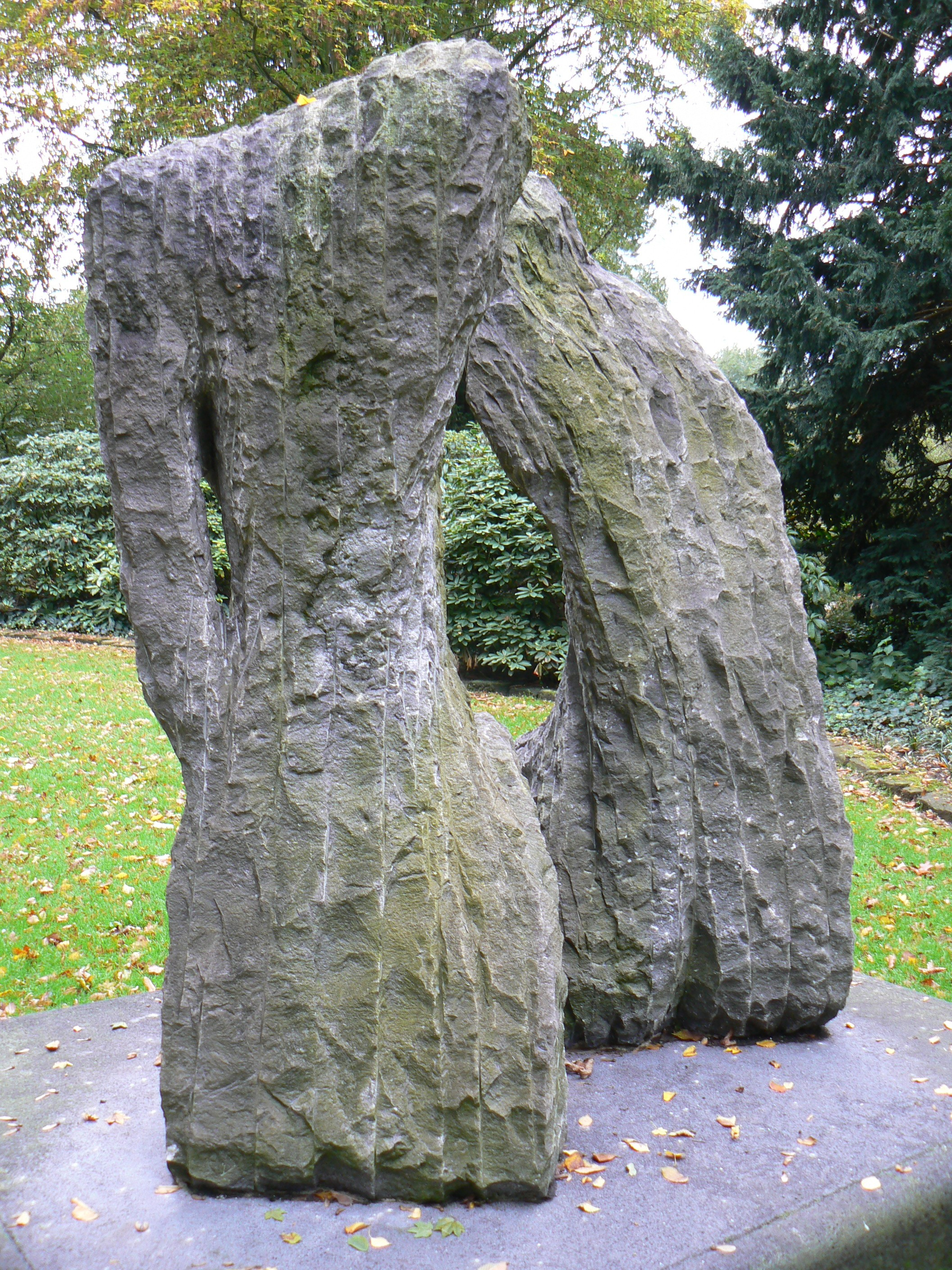
Confidence von Eugene Dodeigne (Nordhorn)
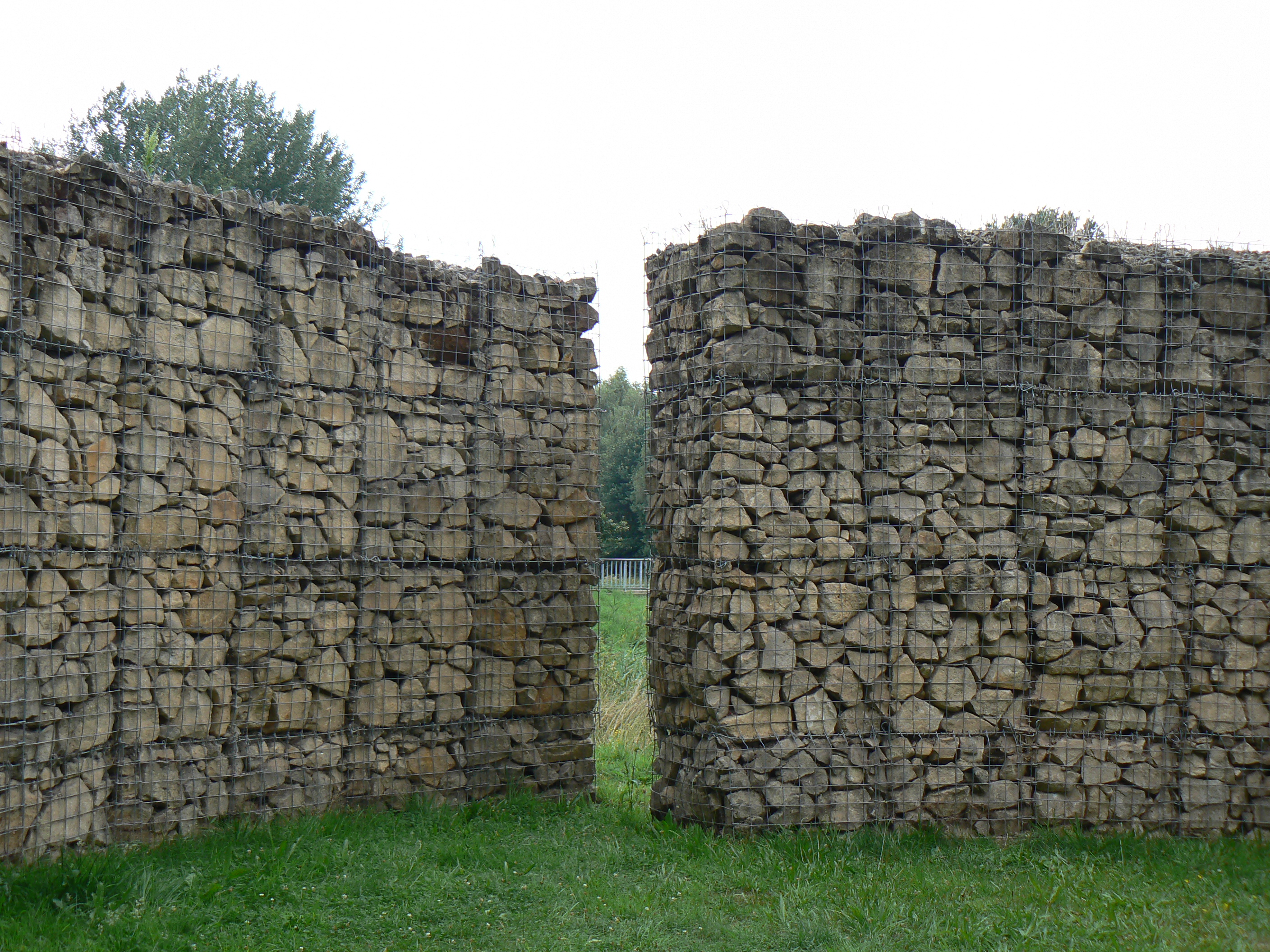
Der drehende Park von Olafur Eliasson (Emlichheim)
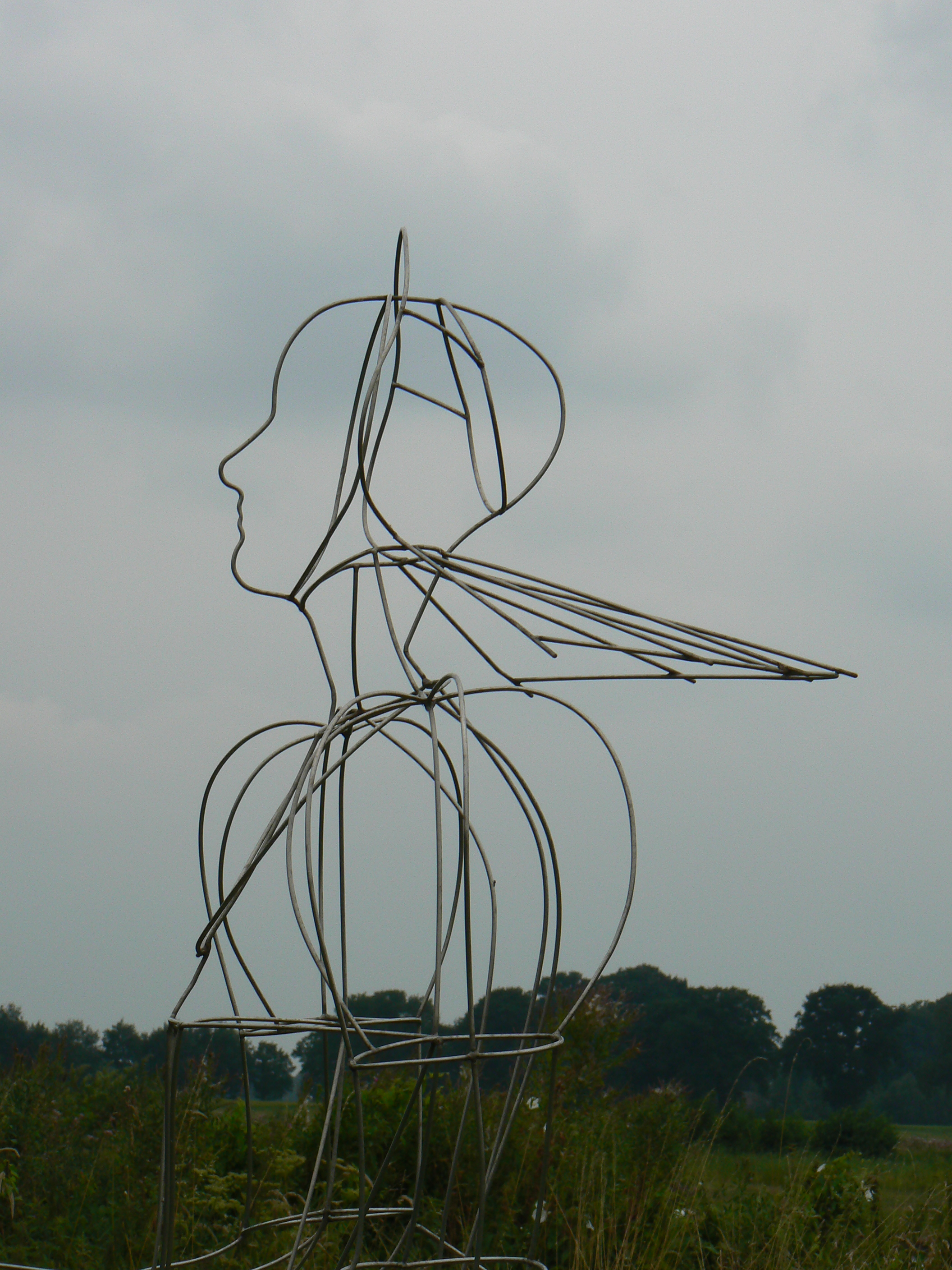
Wortlos von Ilja Kabakow (Laar/Gramsbergen (NL))

Seit 1910 besteht der Heimatverein der Grafschaft Bentheim.
In Neuenhaus betreibt der Astronomische Verein der Grafschaft Bentheim e. V. eine Sternwarte mit Planetarium.

### Sport

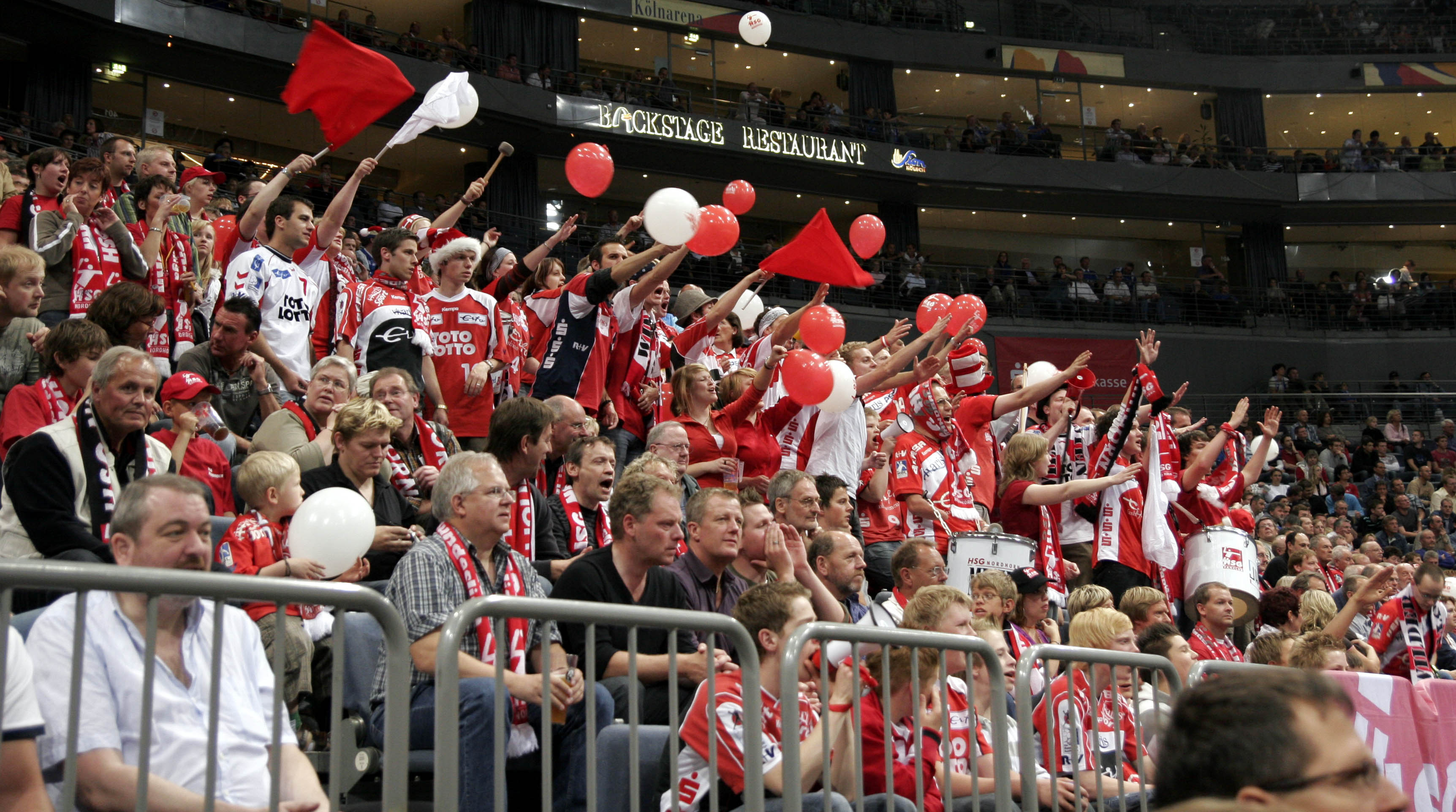
Fans der HSG Nordhorn während eines Bundesligaspiels in der Kölnarena (2007)

In nahezu allen Gemeinden des Landkreises bestehen Sportvereine, die ein großes Angebot an Einzel- und Mannschaftssportarten anbieten. Hierfür stehen kreisweit rund 130 Sportplätze, 60 Turn- und Sporthallen, 23 Tennisplätze sowie 23 Frei- und Hallenbäder zur Verfügung. Größte Sportstätte der Grafschaft Bentheim ist das Stadion am Heideweg der Eintracht Nordhorn mit 7.500 Plätzen. Weiterhin befindet sich in Nordhorn die Eissporthalle des Landkreises Grafschaft Bentheim (rund 3.500 Plätze) sowie mit dem Euregium die größte Sport- und Veranstaltungshalle des Landkreises (rund 4.000 Plätze). Abgerundet wird das Angebot durch den Golfplatz in Bad Bentheim, diverse Schießsport- und Reitanlagen, Kegel- und Bowlingbahnen, sowie eine beheizbare 12-Bahnen-Boule- bzw. Petanque-Halle mit 32 Außenbahnen in Schüttorf. Im Kreissportbund Grafschaft Bentheim sind 123 Vereine mit rund 51.000 Mitgliedern organisiert.
Klassenhöchster Fußballverein ist der FC Schüttorf 09, der im Bezirk Weser-Ems der Fußball-Landesliga Niedersachsen antritt. Die HSG Nordhorn-Lingen spielte nach Jahren großen Handball-Erfolges (u. a. Gewinn des EHF-Pokals 2008) bis zur Saison 2008/09 in der Handball-Bundesliga, musste daraufhin aufgrund einer Insolvenz und eines Abzuges von vier Punkten wegen Lizenzverstoßes in die 2. Handball-Bundesliga zwangsabsteigen. Seit der Saison 2019/20 spielt die Mannschaft wieder in der Handball-Bundesliga. Der neugegründete Grafschafter Eishockey Club 2011 spielt zurzeit in der Eishockey-Oberliga Nord und will versuchen, an die erfolgreichen Zeiten in den 1990er Jahren anzuknüpfen. Die 1. Damenmannschaft des Sportvereins SCU Emlichheim spielt derzeit in der 2. Volleyball-Bundesliga der Frauen Staffel Nord, ebenso die 1. Herrenmannschaft des FC Schüttorf 09 in der 2. Volleyball-Bundesliga der Männer Staffel Nord.
In der Grafschaft Bentheim ist zudem der traditionelle Volkssport des Kloatscheetens weit verbreitet. Der größte Sportverein im Landkreis ist der FC Schüttorf 09 mit rund 3000 Mitgliedern.

### Kulinarische Spezialitäten
Die Grafschafter Küche ist traditionell norddeutsch-niedersächsisch, aufgrund der Grenznähe zu Nordrhein-Westfalen aber durchaus mit westfälischem Einfluss. Neben dem charakteristisch norddeutschen Grünkohlessen sind in der Grafschafter Küche insbesondere die Gerichte Hochzeitssuppe, Buchweizenpfannkuchen und Herrencreme typisch. Fleischgerichte stammen in Genießerkreisen oft vom traditionellen Bentheimer Landschwein, ebenso zahlreiche Wurst- und Schinkenspezialitäten. Zu den bekanntesten Schinkenprodukten vom konventionellen wie auch Bentheimer Landschwein zählt u. a. der Westfälische Knochenschinken. Zu Neujahr werden vielerorts Neujahrskuchen (Plattdeutsch: Näijoarskoeken) gereicht.
Im November 2011 wurde dem Restaurant Keilings in Bad Bentheim der erste Michelin-Stern verliehen; es handelt sich um das erste Sterne-Restaurant in der Grafschaft Bentheim. Im November 2017 erhielt es den zweiten Michelin-Stern.

## Gliederung und Struktur

### Gemeinden
Der Landkreis Grafschaft Bentheim setzt sich aus 25 Gemeinden zusammen, von denen vier Städte sind. Zwei Städte und eine Gemeinde sind Einheitsgemeinden, 22 Gemeinden haben sich zu vier Samtgemeinden zusammengeschlossen.
| Name                | Einwohner | Fläche [km²] | Einwohner/km² | Samtgemeinde |
| ------------------- | --------- | ------------ | ------------- | ------------ |
| Bad Bentheim, Stadt | 16.798    | 99,99        | 158           | –            |
| Emlichheim*         | 7691      | 48,65        | 151           | Emlichheim   |
| Engden              | 420       | 44,30        | 9             | Schüttorf    |
| Esche               | 610       | 11,00        | 52            | Neuenhaus    |
| Georgsdorf          | 1266      | 19,29        | 62            | Neuenhaus    |
| Getelo              | 494       | 20,24        | 26            | Uelsen       |
| Gölenkamp           | 593       | 20,95        | 28            | Uelsen       |
| Halle               | 652       | 21,16        | 32            | Uelsen       |
| Hoogstede           | 2898      | 49,78        | 58            | Emlichheim   |
| Isterberg           | 637       | 20,32        | 28            | Schüttorf    |
| Itterbeck           | 1690      | 41,08        | 43            | Uelsen       |
| Laar                | 2050      | 51,01        | 42            | Emlichheim   |
| Lage                | 1101      | 6,39         | 160           | Neuenhaus    |
| Neuenhaus,* Stadt   | 10.890    | 31,37        | 326           | Neuenhaus    |
| Nordhorn, Stadt     | 56.973    | 149,87       | 359           | –            |
| Ohne                | 631       | 9,03         | 64            | Schüttorf    |
| Osterwald           | 1174      | 33,43        | 35            | Neuenhaus    |
| Quendorf            | 650       | 14,13        | 43            | Schüttorf    |
| Ringe               | 1956      | 35,36        | 56            | Emlichheim   |
| Samern              | 810       | 26,07        | 30            | Schüttorf    |
| Schüttorf,* Stadt   | 13.562    | 19,45        | 665           | Schüttorf    |
| Uelsen*             | 5909      | 19,47        | 297           | Uelsen       |
| Wielen              | 483       | 23,09        | 22            | Uelsen       |
| Wietmarschen        | 12.959    | 119,10       | 104           | –            |
| Wilsum              | 1646      | 47,26        | 34            | Uelsen       |

Einwohnerzahl vom 31. Dezember 2024.

* Sitz der Samtgemeinde

### Ehemalige Gemeinden

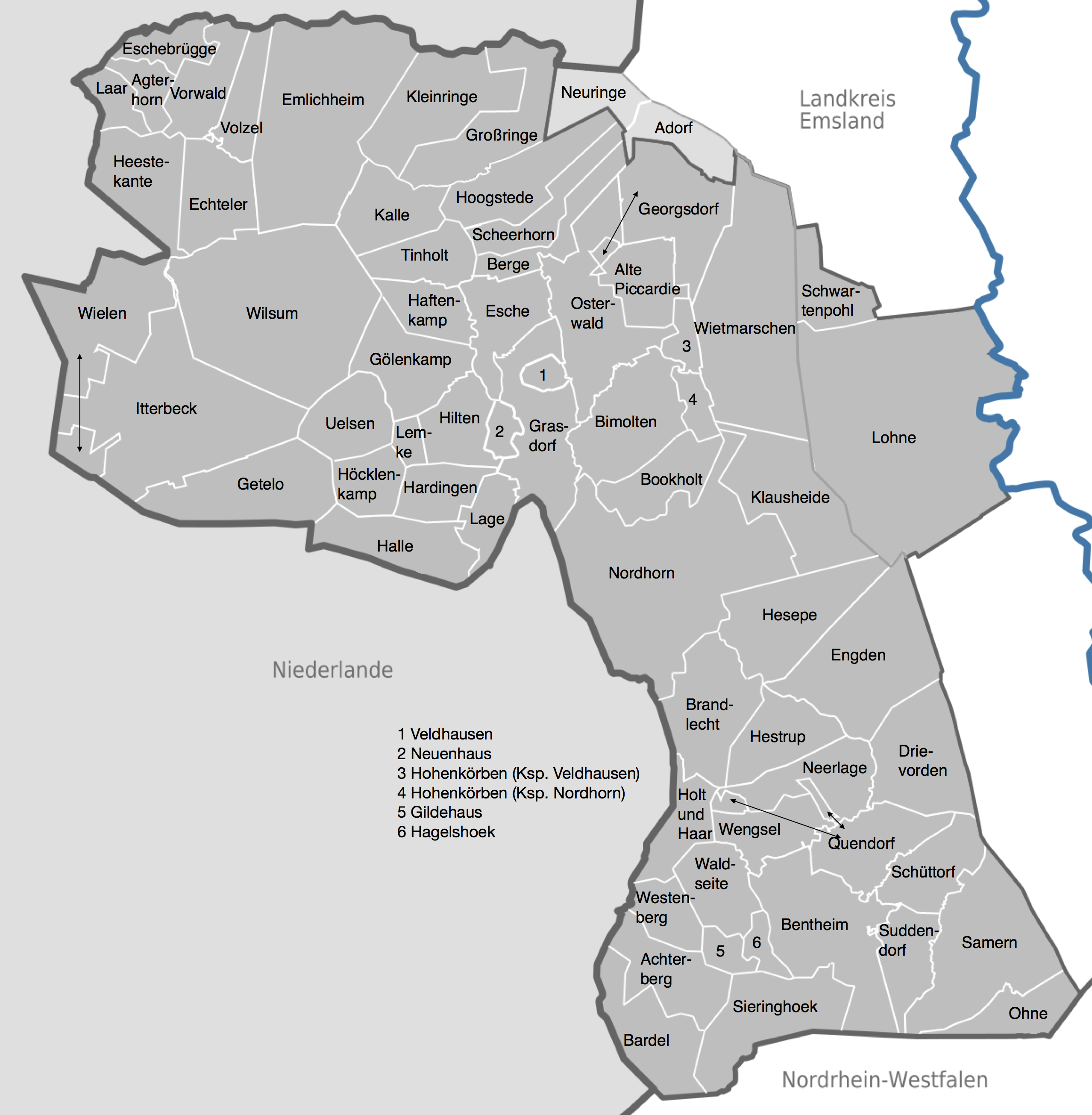
Die Gemeinden des Landkreises bis zu den Eingemeindungen von 1974 bzw. 1970 (Neuenhaus)

Die folgende Liste enthält alle ehemaligen Gemeinden des Landkreises Grafschaft Bentheim und die Daten der Eingemeindung.
| Gemeinde                      | eingemeindet nach    | Datum der Eingemeindung | heutige Gemeinde     |
| ----------------------------- | -------------------- | ----------------------- | -------------------- |
| Achterberg                    | Bentheim             | 1. März 1974            | Bad Bentheim         |
| Adorf1                        | Twist                | 1. März 1974            | Twist                |
| Agterhorn                     | Laar                 | 1. März 1974            | Laar                 |
| Alte Piccardie                | Osterwald            | 1. März 1974            | Osterwald            |
| Altendorf2                    | Nordhorn             | 1. Juli 1929            | Nordhorn             |
| Bakelde3                      | Nordhorn             | 1. Juli 1929            | Nordhorn             |
| Bardel                        | Bentheim             | 1. März 1974            | Bad Bentheim         |
| Bathorn                       | Hoogstede-Bathorn4   | 21. Juni 1890           | Hoogstede            |
| Bauerhausen                   | Uelsen               | 1. April 1939           | Uelsen               |
| Bentheim-Bauerschaft          | Bentheim             | 1. April 1929           | Bad Bentheim         |
| Bentheim, Schloß              | Bentheim             | 1. April 1929           | Bad Bentheim         |
| Berge                         | Hoogstede            | 1. März 1974            | Hoogstede            |
| Bimolten                      | Nordhorn             | 1. März 1974            | Nordhorn             |
| Binnenborg                    | Esche                | 1. April 1929           | Esche                |
| Bischofspool                  | Grasdorf             | 1. April 1929           | Neuenhaus            |
| Bookholt5                     | Nordhorn             | 1. März 1974            | Nordhorn             |
| Brandlecht                    | Nordhorn             | 1. März 1974            | Nordhorn             |
| Gut Brandlecht                | Brandlecht           | 1. April 1929           | Nordhorn             |
| Brecklenkamp                  | Lage                 | 1. April 1929           | Lage                 |
| Buitenborg                    | Hilten (Neuenhaus)   | 1. April 1929           | Neuenhaus            |
| Drievorden                    | Engden               | 1. März 1974            | Engden               |
| Echteler                      | Laar                 | 1. März 1974            | Laar                 |
| Eschebrügge                   | Laar                 | 1. März 1974            | Laar                 |
| Frensdorf                     | Nordhorn             | 25. Juni 1921           | Nordhorn             |
| Frenswegen                    | Nordhorn             | 1. April 1929           | Nordhorn             |
| Gildehaus                     | Bentheim             | 1. März 1974            | Bad Bentheim         |
| Grasdorf                      | Neuenhaus            | 1. Juli 1970            | Neuenhaus            |
| Großringe                     | Ringe                | 1. März 1974            | Ringe                |
| Haftenkamp                    | Gölenkamp            | 1. März 1974            | Gölenkamp            |
| Hagelshoek                    | Bentheim             | 1. März 1974            | Bad Bentheim         |
| Hardingen                     | Halle                | 1. März 1974            | Halle                |
| Hardinghausen                 | Gölenkamp            | 1. April 1929           | Gölenkamp            |
| Heesterkante                  | Laar                 | 1. März 1974            | Laar                 |
| Hesepe                        | Nordhorn             | 1. März 1974            | Nordhorn             |
| Hestrup                       | Nordhorn             | 1. März 1974            | Nordhorn             |
| Hilten                        | Neuenhaus            | 1. Juli 1970            | Neuenhaus            |
| Höcklenkamp                   | Uelsen               | 1. März 1974            | Uelsen               |
| Hohenkörben (Ksp. Nordhorn)   | Nordhorn             | 1. März 1974            | Nordhorn             |
| Hohenkörben (Ksp. Veldhausen) | Osterwald            | 1. März 1974            | Osterwald            |
| Holt und Haar                 | Bentheim             | 1. März 1974            | Bad Bentheim         |
| Kalle                         | Hoogstede            | 1. März 1974            | Hoogstede            |
| Klausheide                    | Nordhorn             | 1. März 1974            | Nordhorn             |
| Kleinringe                    | Ringe                | 1. März 1974            | Ringe                |
| Lemke                         | Uelsen               | 1. März 1974            | Uelsen               |
| Neerlage                      | Isterberg            | 1. März 1974            | Isterberg            |
| Neuringe1                     | Twist                | 1. März 1974            | Twist                |
| Scheerhorn                    | Hoogstede            | 1. März 1974            | Hoogstede            |
| Schepsdorf-Lohne6, 7          | Wietmarschen, Lingen | 1. März 1974            | Wietmarschen, Lingen |
| Schwartenpohl6                | Wietmarschen         | 1. März 1974            | Wietmarschen         |
| Sieringhoek                   | Bentheim             | 1. März 1974            | Bad Bentheim         |
| Suddendorf                    | Schüttorf            | 1. November 2011        | Schüttorf            |
| Teich                         | Neuenhaus            | 1. April 1929           | Neuenhaus            |
| Thesingfeld                   | Grasdorf             | 1. April 1929           | Neuenhaus            |
| Tinholt                       | Hoogstede            | 1. März 1974            | Hoogstede            |
| Veldgaar                      | Grasdorf             | 1. April 1929           | Neuenhaus            |
| Veldhausen                    | Neuenhaus            | 1. Juli 1970            | Neuenhaus            |
| Volzel                        | Emlichheim           | 1. März 1974            | Emlichheim           |
| Vorwald                       | Laar                 | 1. März 1974            | Laar                 |
| Wachendorf6, 8                | Wietmarschen         | 1. März 1974            | Lingen (Ems)         |
| Waldseite                     | Bentheim             | 1. März 1974            | Bad Bentheim         |
| Wengsel                       | Isterberg            | 1. März 1974            | Isterberg            |
| Westenberg                    | Bentheim             | 1. März 1974            | Bad Bentheim         |

1: heute zum Landkreis Emsland

2: Ein Großteil des Gemeindegebietes ging an die Restgemeinden Bakelde (ab 1931 Klausheide) und Bookholt.

3: Gemeindeflächen von Bakelde, Altendorf und Nordhorn bildeten zunächst die Restgemeinde Bakelde, 1931 in Klausheide umbenannt.

4: Die Gemeinde Hoogstede-Bathorn wurde am 9. Dezember 1968 in Hoogstede umbenannt.

5: Der Südteil von Bookholt wurde bereits 1929 eingemeindet.

6: aus dem Landkreis Lingen

7: Auflösung der Gemeinde; Lohne, Nordlohne, Lohnerbruch: Wietmarschen; Herzford u. Rheitlage: Wietmarschen, 1978 Lingen; Schepsdorf: Lingen

8: 1978 Umgemeindung nach Lingen, Landkreis Emsland

### Gemarkungen

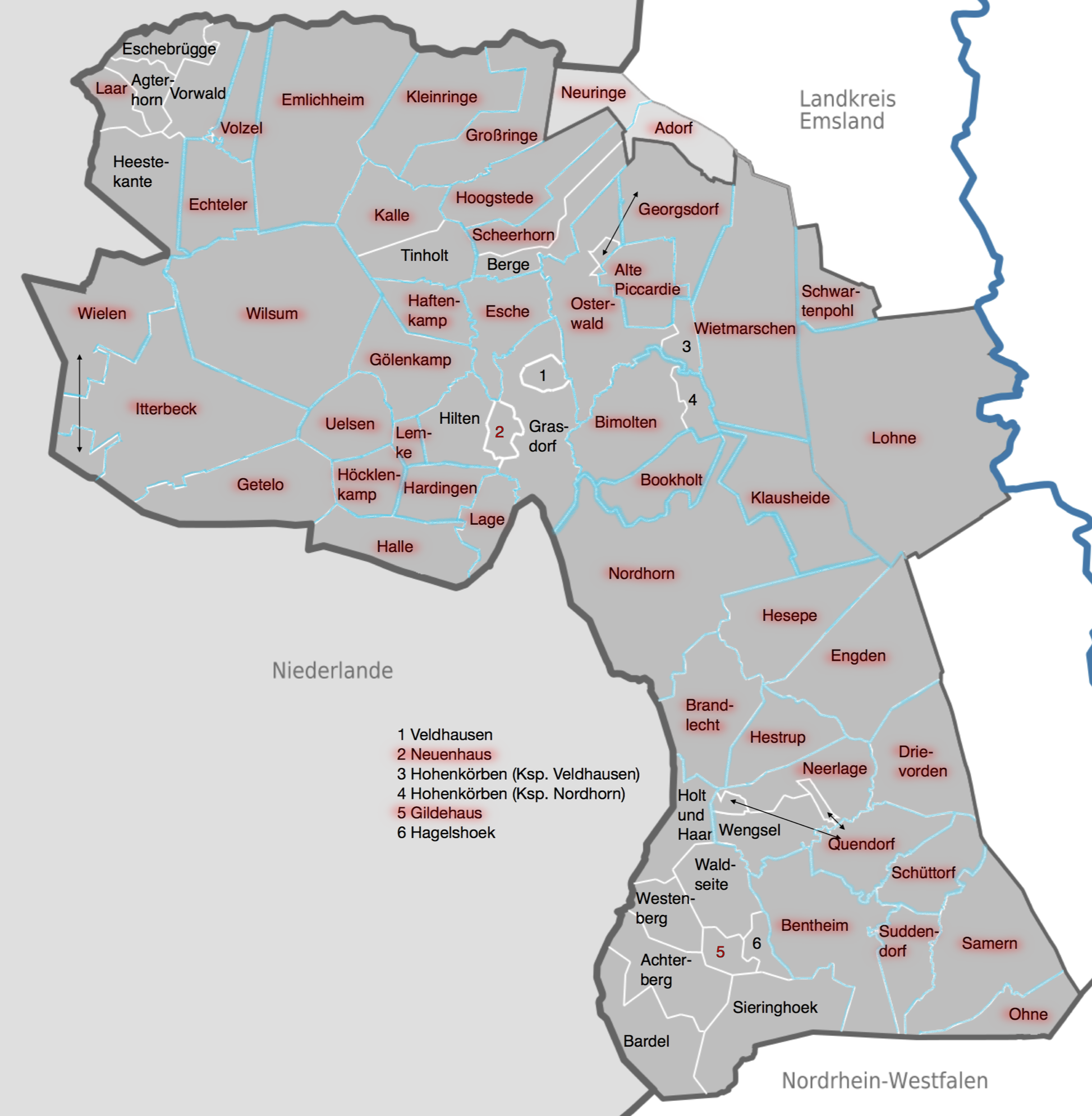
Die Gemarkungen des Landkreises (Namen rot, Grenzen türkis)

Der Landkreis gliedert sich in 46 Gemarkungen:
| Gemarkung          | Nr.  | Fläche [km²] | Gemeinde     |
| ------------------ | ---- | ------------ | ------------ |
| Alte Piccardie     | 3122 | 6,95         | Osterwald    |
| Bad Bentheim       | 4204 | 24,80        | Bad Bentheim |
| Bimolten           | 3148 | 20,94        | Nordhorn     |
| Bookholt           | 3149 | 9,72         | Nordhorn     |
| Brandlecht         | 4201 | 15,43        | Nordhorn     |
| Drievorden         | 4208 | 17,48        | Engden       |
| Echteler           | 3132 | 12,74        | Laar         |
| Emlichheim         | 3129 | 42,06        | Emlichheim   |
| Engden             | 3153 | 26,80        | Engden       |
| Esche              | 3146 | 11,00        | Esche        |
| Georgsdorf         | 3121 | 19,28        | Georgsdorf   |
| Getelo             | 3137 | 20,24        | Getelo       |
| Gildehaus          | 4203 | 75,16        | Bad Bentheim |
| Gölenkamp          | 3144 | 12,73        | Gölenkamp    |
| Großringe          | 3127 | 17,07        | Ringe        |
| Haftenkamp         | 3145 | 8,22         | Gölenkamp    |
| Halle              | 3142 | 13,71        | Halle        |
| Hardingen          | 3141 | 7,45         | Halle        |
| Hesepe             | 3152 | 18,74        | Nordhorn     |
| Hestrup            | 4202 | 11,83        | Nordhorn     |
| Höcklenkamp        | 3139 | 6,33         | Uelsen       |
| Hoogstede          | 3125 | 14,97        | Hoogstede    |
| Itterbeck          | 3135 | 41,07        | Itterbeck    |
| Itterbeck-Wielen   | 3136 | 23,08        | Wielen       |
| Kalle              | 3126 | 19,62        | Hoogstede    |
| Klausheide         | 3150 | 20,20        | Nordhorn     |
| Kleinringe         | 3128 | 18,28        | Ringe        |
| Laar               | 3131 | 38,26        | Laar         |
| Lage               | 3143 | 6,39         | Lage         |
| Lemke              | 3140 | 2,87         | Uelsen       |
| Lohne              | 3157 | 72,32        | Wietmarschen |
| Neerlage-Isterberg | 4205 | 20,31        | Isterberg    |
| Neuenhaus          | 3147 | 31,36        | Neuenhaus    |
| Nordhorn           | 3151 | 52,95        | Nordhorn     |
| Ohne               | 4213 | 9,02         | Ohne         |
| Osterwald          | 3123 | 26,47        | Osterwald    |
| Quendorf           | 4222 | 14,13        | Quendorf     |
| Samern             | 4212 | 26,06        | Samern       |
| Scheerhorn         | 3124 | 15,18        | Hoogstede    |
| Schüttorf          | 4210 | 11,23        | Schüttorf    |
| Schwartenpohl      | 3155 | 8,68         | Wietmarschen |
| Suddendorf         | 4211 | 8,22         | Schüttorf    |
| Uelsen             | 3138 | 10,26        | Uelsen       |
| Volzel             | 3130 | 6,58         | Emlichheim   |
| Wietmarschen       | 3154 | 38,05        | Wietmarschen |
| Wilsum             | 3133 | 47,25        | Wilsum       |

### Siedlungen
Im Landkreis gibt es 21 Siedlungen mit mehr als 500 Einwohnern; davon haben acht Siedlungen weniger als 1000 Einwohner, zehn haben zwischen 1000 und 7000 Einwohner sowie drei über 10.000 Einwohner.
Zwei dieser Siedlungen hatten nie den Status einer Gemeinde: Füchtenfeld und Neugnadenfeld. Fünf Siedlungen sind jetzt Teil einer anderen Gemeinde: Brandlecht, Klausheide, Lohne, Suddendorf und Veldhausen. Fünf Siedlungen lagen früher in verschiedenen Gemeinden: Bad Bentheim mit Hagelshoek und Gildehaus, Brandlecht mit Hestrup, Laar mit Agterhorn, Neuenhaus mit Grasdorf und Hilten sowie Veldhausen mit Grasdorf (Siedlung Schorffeld).

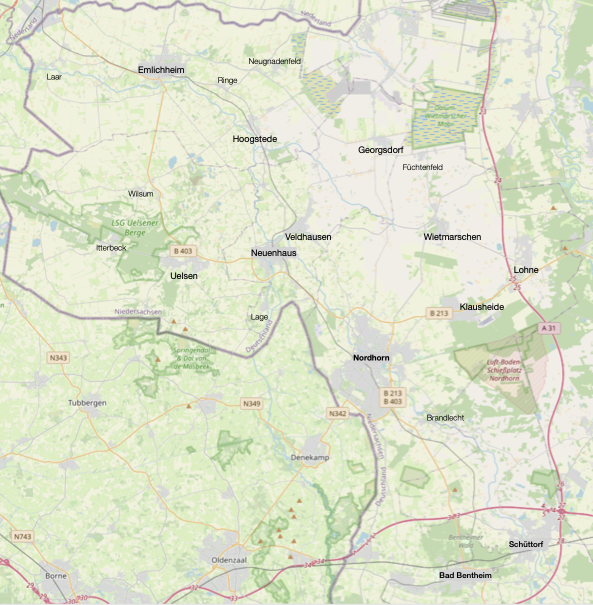
Landkreis Grafschaft Bentheim mit Siedlungen ab 500 Einwohner

Die Tabelle enthält alle Siedlung mit mindestens 500 Einwohnern. In elf Gemeinden liegen keine Siedlungen dieser Größenordnung vor. In einigen Gemeinden gibt es Siedlungen, die aus zwei oder drei zusammengewachsenen Ortschaften bestehen, aber weiterhin als separate, geschlossene Ortschaften gekennzeichnet sind.
| Siedlung      | Einwohner | Größe [km2] | EW-Dichte | Geschlossene Ortschaft(en)          | Gemarkung(en)           | Gemeinde     |
| ------------- | --------- | ----------- | --------- | ----------------------------------- | ----------------------- | ------------ |
| Bad Bentheim  | 15100     | 9,4         | 1607      | Bad Bentheim, Gildehaus, Hagelshoek | Bad Bentheim, Gildehaus | Bad Bentheim |
| Brandlecht    | 860       | 0,72        | 1194      | Brandlecht, Hestrup                 | Brandlecht, Hestrup     | Nordhorn     |
| Emlichheim    | 6290      | 4,9         | 1275      | Emlichheim                          | Emlichheim              | Emlichheim   |
| Füchtenfeld   | 570       | 0,55        | 1033      | Füchtenfeld                         | Wietmarschen            | Wietmarschen |
| Georgsdorf    | 1040      | 1,3         | 816       | Georgsdorf                          | Georgsdorf              | Georgsdorf   |
| Hoogstede     | 1850      | 1,9         | 967       | Hoogstede                           | Hoogstede               | Hoogstede    |
| Itterbeck     | 1080      | 1,2         | 893       | Itterbeck                           | Itterbeck               | Itterbeck    |
| Klausheide    | 1260      | 0,99        | 1274      | Klausheide                          | Klausheide              | Nordhorn     |
| Laar          | 620       | 0,65        | 955       | Agterhorn, Laar                     | Laar                    | Laar         |
| Lage          | 730       | 0,61        | 1194      | Lage                                | Lage                    | Lage         |
| Lohne         | 6900      | 4,9         | 1405      | Lohne                               | Lohne                   | Wietmarschen |
| Neuenhaus     | 6170      | 4,0         | 1557      | Grasdorf, Neuenhaus                 | Neuenhaus               | Neuenhaus    |
| Neugnadenfeld | 600       | 0,79        | 759       | Neugnadenfeld                       | Großringe               | Ringe        |
| Nordhorn      | 51230     | 23          | 2236      | Nordhorn                            | Nordhorn                | Nordhorn     |
| Ringe         | 820       | 1,3         | 616       | Großringe, Kleinringe               | Großringe, Kleinringe   | Ringe        |
| Schüttorf     | 12310     | 7,3         | 1682      | Schüttorf                           | Schüttorf               | Schüttorf    |
| Suddendorf    | 940       | 0,75        | 1248      | Suddendorf                          | Suddendorf              | Schüttorf    |
| Uelsen        | 5570      | 4,2         | 1326      | Uelsen                              | Uelsen, Lemke           | Uelsen       |
| Veldhausen    | 3400      | 2,3         | 1488      | Grasdorf, Veldhausen                | Neuenhaus               | Neuenhaus    |
| Wietmarschen  | 3620      | 2,5         | 1468      | Wietmarschen                        | Wietmarschen            | Wietmarschen |
| Wilsum        | 990       | 1,5         | 659       | Wilsum                              | Wilsum                  | Wilsum       |

Die Grenzen und Einwohnerzahlen der Siedlungen wurden von „City Population“ berechnet unter Nutzung der Bevölkerungsangaben im 100 Meter-Gitter vom Statistischen Bundesamt Deutschland (web) und Geodaten des Bundesamtes für Kartographie und Geodäsie (web). Die Siedlungen werden durch Lücken in der Besiedlung und Bebauung sowie durch die Gemeinden begrenzt.
Die Einwohnerzahlen der Siedlungen sind aufgrund des Berechnungsverfahrens nicht exakt und daher gerundet. Die Flächenangaben wurden aus Geodaten berechnet.

## Kfz-Kennzeichen
Am 1. Juli 1956 wurde dem Landkreis bei der Einführung der bis heute gültigen Kfz-Kennzeichen das Unterscheidungszeichen NOH (für Nordhorn) zugewiesen. Es wird durchgängig bis heute ausgegeben.

## Trivia
Auf kuriose Weise häufen sich die Namen geographischer Objekte, die es sowohl im Landkreis Grafschaft Bentheim als auch im Landkreis Vechta gibt. So wird der Ortsteil Lohne der Einheitsgemeinde Wietmarschen oft mit der Stadt Lohne (Oldenburg), die Dinkel als Nebenfluss der Vechte oft mit der Dinkel als namensgebendem Bach der Stadt Dinklage und die Vechte selbst mit dem Vechtaer Moorbach verwechselt, der in alten Quellen auch (wie die Bentheimer Vechte) „Vechta“ genannt wird. Die hierdurch ausgelöste Verwirrung ist in dem Abschnitt „Der Kreis Vechta“ in einem 1825 erschienenen Buch deutlich erkennbar.

### Eigentümliche Redewendungen
Viele Grafschafter bedienen sich alltäglich an Auszügen der plattdeutschen Sprache und dem einhergehenden Satzbau sowie der besonderen Grammatik. Darunter fallen z. B. Ausdrücke und Sprichwörter wie
- Fietse aus dem Niederländischen für „Fahrrad“
- schier/moij für „gut“
- Kieken für „ansehen/schauen“
- Erpel für „Kartoffeln“
- Wicht für „Mädchen“
- Nich dran fummeln wen`t löppt bedeutet, man solle nichts verändern, wenn etwas funktioniert.
- Sachis en suchis bedeutet, man solle etwas langsam angehen.
- Goa gewoon an is geck gennoch bedeutet, es reiche, die Sache ganz normal und ruhig anzugehen.

### Besondere Bräuche
- Kloatscheeten ist ein Grafschafter Volkssport, welcher oft mit Alkoholkonsum und anschließendem Grünkohlessen verbunden ist.
- Dautrappen ist ebenso ein Grafschafter Volkssport, welcher oft mit Alkoholkonsum verbunden ist, jedoch findet dieser morgens statt.
- An Wochenenden werden oft von den Landjugenden organisierte Scheunenfeste besucht, bei diesen wird für die Grafschaft und das Emsland typisch oft Cola-Korn verzehrt, oft auch ein sogenanntes Gedeck bestehend aus zwei Flaschen Cola und einer Flasche Korn.
- wird ein Grafschafter volljährig, so wird feierlich von den Freunden eine große 18 aus Stroh in seinem oder ihrem Garten aufgestellt und ebenso ein oft peinliches Gedicht über die vergangenen Lebensjahre verlesen.
- wird ein unverheirateter Grafschafter 25, so wird ein Bogen aus Stroh aufgestellt, der mit Socken sowie Personen-typischen Dingen geschmückt ist. Wird eine unverheiratete Grafschafterin 25, so wird deren Bogen statt mit Socken mit Zigarettenschachteln geschmückt. Im Schaltjahr kehrt sich die Geschlechterzuordnung (Socken vs. Zigarettenschachteln) um.

## Film
- Die Grafschaft Bentheim 1866–1946 – Eine Filmchronik, Dokumentation, Regie: Elisa Bertuzzo, Hermann Pölking; Saeculum-Verlagsgesellschaft 2009.[110]